# Statistiche della Serie A
Questa voce raccoglie statistiche e record significativi del campionato italiano di calcio di Serie A dalla stagione 1929-1930.
Questa lista è suscettibile di variazioni e potrebbe essere incompleta o non aggiornata.

## Evoluzione del campionato di Serie A a girone unico
Al campionato di Serie A, hanno preso parte rispettivamente:
- 18 squadre, dal 1929-30 al 1933-34.[N 1]
- 16 squadre, dal 1934-35 al 1942-43.[N 2]
- 20 squadre, nel 1946-47.[N 3]
- 21 squadre, nel 1947-48.[N 4]
- 20 squadre, dal 1948-49 al 1951-52.[N 5]
- 18 squadre, dal 1952-53 al 1966-67.[N 6]
- 16 squadre, dal 1967-68 al 1987-88.[N 7]
- 18 squadre, dal 1988-89 al 2003-04.[N 8]
- 20 squadre, dal 2004-05.[N 9]

### Campionati disputati
Dal 1929-30 sono stati disputati 94 campionati a girone unico:
- 36 campionati con 18 squadre (l'ultimo nel 2003-04)
- 30 campionati con 16 squadre (l'ultimo nel 1987-88)
- 27 campionati con 20 squadre (l'ultimo nel 2025-26)
- 1 campionato con 21 squadre (l'unico nel 1947-48)

## Squadre partecipanti

### Attuale
La seguente tabella indica l'anno dell'ultimo approdo nel massimo torneo nazionale.
Le statistiche sono aggiornate al 1° luglio 2025.
| in A dal  | Squadre                   |
| --------- | ------------------------- |
| 1929-1930 | Inter                     |
| 1952-1953 | Roma                      |
| 1983-1984 | Milan                     |
| 1988-1989 | Lazio                     |
| 1995-1996 | Udinese                   |
| 2004-2005 | Fiorentina                |
| 2007-2008 | Juventus, Napoli          |
| 2011-2012 | Atalanta                  |
| 2012-2013 | Torino                    |
| 2015-2016 | Bologna                   |
| 2019-2020 | Verona                    |
| 2022-2023 | Lecce                     |
| 2023-2024 | Cagliari, Genoa           |
| 2024-2025 | Como, Parma               |
| 2025-2026 | Cremonese, Pisa, Sassuolo |

### Storico

#### Partecipazioni, debutto, ultima partecipazione e stato attuale delle società

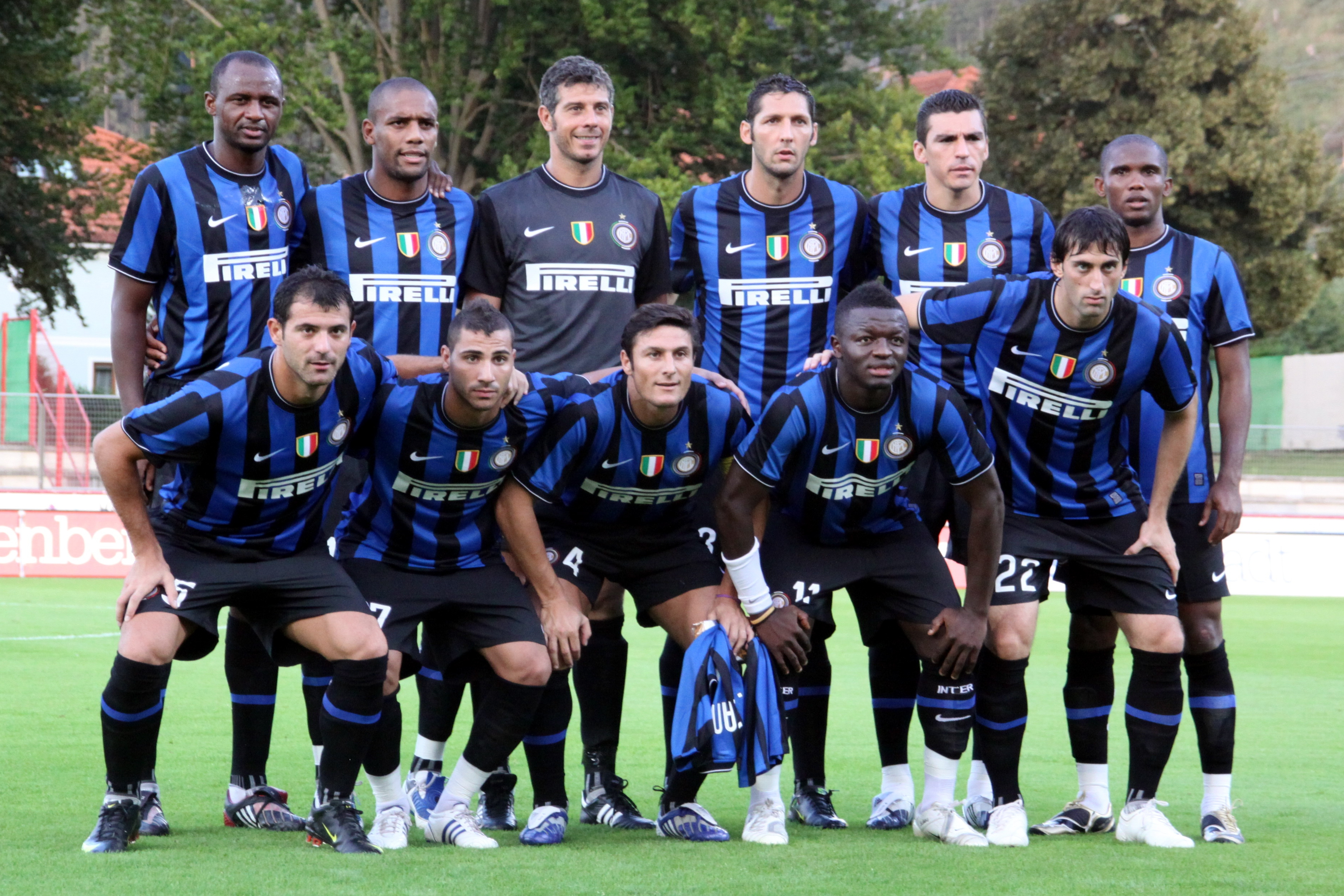
L', qui nella formazione campione d'Italia 2009-10, è l'unica squadra ad aver preso parte a tutte le edizioni del torneo (94).

Sono 68 le squadre ad aver preso parte ai 94 campionati di Serie A a girone unico che sono stati disputati a partire dalla stagione 1929-1930 fino alla stagione 2025-2026 compresa. Oltre alle squadre elencate sotto merita di essere menzionata l'Andrea Doria che partecipò al girone di Serie A Alta Italia nel 1945-46, quando la Serie A fu divisa in via eccezionale a causa delle difficoltà post belliche nel suddetto girone e nel girone di Serie A-B centro-sud, con un girone finale ad otto squadre, ovvero le prime quattro classificate dei due gironi geografici. Questo campionato non rientra nelle statistiche ufficiali della Serie A a girone unico, ma è regolarmente presente nell'albo d'oro.
| Squadra         | Pres. | Debutto   | Ultima app. | 2025-2026      |
| --------------- | ----- | --------- | ----------- | -------------- |
| Inter           | 94    | 1929-1930 | 2025-2026   | Serie A        |
| Juventus        | 93    | 1929-1930 | 2025-2026   | Serie A        |
| Roma            | 93    | 1929-1930 | 2025-2026   | Serie A        |
| Milan           | 92    | 1929-1930 | 2025-2026   | Serie A        |
| Fiorentina      | 88    | 1931-1932 | 2025-2026   | Serie A        |
| Lazio           | 83    | 1929-1930 | 2025-2026   | Serie A        |
| Torino          | 82    | 1929-1930 | 2025-2026   | Serie A        |
| Napoli          | 80    | 1929-1930 | 2025-2026   | Serie A        |
| Bologna         | 79    | 1929-1930 | 2025-2026   | Serie A        |
| Sampdoria       | 66    | 1946-1947 | 2022-2023   | Serie B        |
| Atalanta        | 65    | 1937-1938 | 2025-2026   | Serie A        |
| Genoa           | 58    | 1929-1930 | 2025-2026   | Serie A        |
| Udinese         | 53    | 1950-1951 | 2025-2026   | Serie A        |
| Cagliari        | 45    | 1964-1965 | 2025-2026   | Serie A        |
| Verona          | 35    | 1957-1958 | 2025-2026   | Serie A        |
| Bari            | 30    | 1931-1932 | 2010-2011   | Serie B        |
| Vicenza         | 30    | 1942-1943 | 2000-2001   | Serie C        |
| Palermo         | 29    | 1932-1933 | 2016-2017   | Serie B        |
| Parma           | 29    | 1990-1991 | 2025-2026   | Serie A        |
| Triestina       | 26    | 1929-1930 | 1958-1959   | Serie C        |
| Brescia         | 23    | 1929-1930 | 2019-2020   | -              |
| Lecce           | 20    | 1985-1986 | 2025-2026   | Serie A        |
| SPAL            | 19    | 1951-1952 | 2019-2020   | Eccellenza     |
| Livorno         | 18    | 1929-1930 | 2013-2014   | Serie C        |
| Catania         | 17    | 1954-1955 | 2013-2014   | Serie C        |
| Chievo          | 17    | 2001-2002 | 2018-2019   | Serie D        |
| Empoli          | 17    | 1986-1987 | 2024-2025   | Serie B        |
| Ascoli          | 16    | 1974-1975 | 2006-2007   | Serie C        |
| Padova          | 16    | 1929-1930 | 1995-1996   | Serie B        |
| Como            | 15    | 1949-1950 | 2025-2026   | Serie A        |
| Venezia         | 14    | 1939-1940 | 2024-2025   | Serie B        |
| Alessandria     | 13    | 1929-1930 | 1959-1960   | Eccellenza     |
| Cesena          | 13    | 1973-1974 | 2014-2015   | Serie B        |
| Modena          | 13    | 1929-1930 | 2003-2004   | Serie B        |
| Novara          | 13    | 1936-1937 | 2011-2012   | Serie C        |
| Perugia         | 13    | 1975-1976 | 2003-2004   | Serie C        |
| Pro Patria      | 12    | 1929-1930 | 1955-1956   | Serie C        |
| Sassuolo        | 12    | 2013-2014 | 2025-2026   | Serie A        |
| Foggia          | 11    | 1964-1965 | 1994-1995   | Serie C        |
| Avellino        | 10    | 1978-1979 | 1987-1988   | Serie B        |
| Cremonese       | 9     | 1929-1930 | 2025-2026   | Serie A        |
| Reggina         | 9     | 1999-2000 | 2008-2009   | Serie D        |
| Siena           | 9     | 2003-2004 | 2012-2013   | Serie D        |
| Lucchese        | 8     | 1936-1937 | 1951-1952   | Eccellenza     |
| Piacenza        | 8     | 1993-1994 | 2002-2003   | Serie D        |
| Pisa            | 8     | 1968-1969 | 2025-2026   | Serie A        |
| Sampierdarenese | 8     | 1934-1935 | 1942-1943   | Non più attiva |
| Catanzaro       | 7     | 1971-1972 | 1982-1983   | Serie B        |
| Mantova         | 7     | 1961-1962 | 1971-1972   | Serie B        |
| Pescara         | 7     | 1977-1978 | 2016-2017   | Serie B        |
| Varese          | 7     | 1964-1965 | 1974-1975   | Serie D        |
| Pro Vercelli    | 6     | 1929-1930 | 1934-1935   | Serie C        |
| Messina         | 5     | 1963-1964 | 2006-2007   | Serie D        |
| Salernitana     | 5     | 1947-1948 | 2023-2024   | Serie C        |
| Casale          | 4     | 1930-1931 | 1933-1934   | Promozione     |
| Crotone         | 3     | 2016-2017 | 2020-2021   | Serie C        |
| Frosinone       | 3     | 2015-2016 | 2023-2024   | Serie B        |
| Lecco           | 3     | 1960-1961 | 1966-1967   | Serie C        |
| Legnano         | 3     | 1930-1931 | 1953-1954   | Eccellenza     |
| Monza           | 3     | 2022-2023 | 2024-2025   | Serie B        |
| Reggiana        | 3     | 1993-1994 | 1996-1997   | Serie B        |
| Spezia          | 3     | 2020-2021 | 2022-2023   | Serie B        |
| Ancona          | 2     | 1992-1993 | 2003-2004   | Serie D        |
| Benevento       | 2     | 2017-2018 | 2020-2021   | Serie C        |
| Ternana         | 2     | 1972-1973 | 1974-1975   | Serie C        |
| Carpi           | 1     | 2015-2016 | 2015-2016   | Serie C        |
| Pistoiese       | 1     | 1980-1981 | 1980-1981   | Serie D        |
| Treviso         | 1     | 2005-2006 | 2005-2006   | Serie D        |

#### Partecipazioni per regione
| Regione               | N. | Squadre                                                                                              | Partecip. tot. |
| --------------------- | -- | --- | -------------- |
| Lombardia             | 12 | Atalanta, Brescia, Como, Cremonese, Inter, Lecco, Legnano, Mantova, Milan, Monza, Pro Patria, Varese | 333            |
| Emilia-Romagna        | 9  | Bologna, Carpi, Cesena, Modena, Parma, Piacenza, Reggiana, Sassuolo, SPAL                            | 178            |
| Toscana               | 7  | Empoli, Fiorentina, Livorno, Lucchese, Pisa, Pistoiese, Siena                                        | 149            |
| Piemonte              | 6  | Alessandria, Casale, Juventus, Novara, Pro Vercelli, Torino                                          | 211            |
| Veneto                | 6  | Chievo, Padova, Treviso, Venezia, Verona, Vicenza                                                    | 112            |
| Liguria               | 4  | Genoa, Sampdoria, Sampierdarenese, Spezia                                                            | 135            |
| Campania              | 4  | Avellino, Benevento, Napoli, Salernitana                                                             | 97             |
| Lazio                 | 3  | Frosinone, Lazio, Roma                                                                               | 179            |
| Puglia                | 3  | Bari, Foggia, Lecce                                                                                  | 61             |
| Sicilia               | 3  | Catania, Messina, Palermo                                                                            | 51             |
| Calabria              | 3  | Catanzaro, Crotone, Reggina                                                                          | 19             |
| Friuli-Venezia Giulia | 2  | Triestina, Udinese                                                                                   | 79             |
| Marche                | 2  | Ancona, Ascoli                                                                                       | 18             |
| Umbria                | 2  | Perugia, Ternana                                                                                     | 15             |
| Sardegna              | 1  | Cagliari                                                                                             | 45             |
| Abruzzo               | 1  | Pescara                                                                                              | 7              |

Sono 3 le regioni ad aver avuto almeno una squadra (sempre della stessa città, e del rispettivo capoluogo) partecipante in tutte le 94 edizioni fin qui disputate:
- Lombardia (Milano) ( Inter mai retrocessa in Serie B);
- Piemonte (Torino) (nella stagione 2006-07, quando la  Juventus disputò l'unica stagione in Serie B - le restanti sempre in massima serie - il  Torino partecipava);
- Lazio (Roma) (nella stagione 1951-52, quando la  Roma disputò l'unica stagione in Serie B - le restanti sempre in massima serie - la  Lazio partecipava).

Fra le altre 6 regioni esordienti alla prima (1929-30) delle 94 edizioni fin qui disputate, la Toscana non ha avuto nessuna squadra rappresentata solamente nella stagione 1993-94, mentre l'Emilia-Romagna è presente in 90 edizioni (le prime 51 disputate, fino alla stagione 1982-83, e le successive 39 a partire dall'edizione 1987-88). L'Umbria è l'unica regione italiana ad avere partecipato con le squadre di tutti i suoi capoluoghi provinciali.
Il record di squadre partecipanti per regione in un singolo campionato è 6, stabilito dalla Lombardia nel 1951-52, nel 1966-67 e nel 1967-68.
Nessuna squadra di Valle D'Aosta, Trentino Alto Adige, Molise e Basilicata ha mai partecipato.

### Esordio
| Stagione  | Squadre |
| --------- | --- |
| 1929-1930 | Alessandria, Bologna, Brescia, Cremonese, Genoa, Inter, Juventus, Lazio, Livorno, Milan, Modena, Napoli, Padova, Pro Patria, Pro Vercelli, Roma, Torino, Triestina |
| 1930-1931 | Casale, Legnano |
| 1931-1932 | Bari, Fiorentina |
| 1932-1933 | Palermo |
| 1934-1935 | Sampierdarenese |
| 1936-1937 | Lucchese, Novara |
| 1937-1938 | Atalanta |
| 1939-1940 | Venezia |
| 1942-1943 | Vicenza |
| 1946-1947 | Sampdoria |
| 1947-1948 | Salernitana |
| 1949-1950 | Como |
| 1950-1951 | Udinese |
| 1951-1952 | SPAL |
| 1954-1955 | Catania |
| 1957-1958 | Verona |
| 1960-1961 | Lecco |
| 1961-1962 | Mantova |
| 1963-1964 | Messina |
| 1964-1965 | Cagliari, Foggia, Varese |
| 1968-1969 | Pisa |
| 1971-1972 | Catanzaro |
| 1972-1973 | Ternana |
| 1973-1974 | Cesena |
| 1974-1975 | Ascoli |
| 1975-1976 | Perugia |
| 1977-1978 | Pescara |
| 1978-1979 | Avellino |
| 1980-1981 | Pistoiese |
| 1985-1986 | Lecce |
| 1986-1987 | Empoli |
| 1990-1991 | Parma |
| 1992-1993 | Ancona |
| 1993-1994 | Piacenza, Reggiana |
| 1999-2000 | Reggina |
| 2001-2002 | Chievo |
| 2003-2004 | Siena |
| 2005-2006 | Treviso |
| 2013-2014 | Sassuolo |
| 2015-2016 | Carpi, Frosinone |
| 2016-2017 | Crotone |
| 2017-2018 | Benevento |
| 2020-2021 | Spezia |
| 2022-2023 | Monza |

### Ultima partecipazione
| Stagione  | Squadre |
| --------- | --- |
| 2025-2026 | Atalanta, Bologna, Cagliari, Como, Cremonese, Fiorentina, Genoa, Inter, Juventus, Lazio, Lecce, Milan, Napoli, Parma, Pisa, Roma, Sassuolo, Torino, Udinese, Verona |
| 2024-2025 | Empoli, Monza, Venezia |
| 2023-2024 | Frosinone, Salernitana |
| 2022-2023 | Sampdoria, Spezia |
| 2020-2021 | Benevento, Crotone |
| 2019-2020 | Brescia, SPAL |
| 2018-2019 | Chievo |
| 2016-2017 | Palermo, Pescara |
| 2015-2016 | Carpi |
| 2014-2015 | Cesena |
| 2013-2014 | Catania, Livorno |
| 2012-2013 | Siena |
| 2011-2012 | Novara |
| 2010-2011 | Bari |
| 2008-2009 | Reggina |
| 2006-2007 | Ascoli, Messina |
| 2005-2006 | Treviso |
| 2003-2004 | Ancona, Modena, Perugia |
| 2002-2003 | Piacenza |
| 2000-2001 | Vicenza |
| 1996-1997 | Reggiana |
| 1995-1996 | Padova |
| 1994-1995 | Foggia |
| 1987-1988 | Avellino |
| 1982-1983 | Catanzaro |
| 1980-1981 | Pistoiese |
| 1974-1975 | Ternana, Varese |
| 1971-1972 | Mantova |
| 1966-1967 | Lecco |
| 1959-1960 | Alessandria |
| 1958-1959 | Triestina |
| 1955-1956 | Pro Patria |
| 1953-1954 | Legnano |
| 1951-1952 | Lucchese |
| 1942-1943 | Liguria |
| 1934-1935 | Pro Vercelli |
| 1933-1934 | Casale |

### Retrocessioni
| Squadra         | Num. | Prima     | Ultima    |
| --------------- | ---- | --------- | --------- |
| Brescia         | 13   | 1931-1932 | 2019-2020 |
| Atalanta        | 11   | 1937-1938 | 2009-2010 |
| Bari            | 11   | 1932-1933 | 2010-2011 |
| Genoa           | 9    | 1933-1934 | 2021-2022 |
| Lecce           | 9    | 1985-1986 | 2019-2020 |
| Palermo         | 9    | 1935-1936 | 2016-2017 |
| Verona          | 9    | 1957-1958 | 2017-2018 |
| Venezia         | 8    | 1946-1947 | 2024-2025 |
| Empoli          | 7    | 1987-1988 | 2024-2025 |
| Livorno         | 7    | 1930-1931 | 2013-2014 |
| Cagliari        | 6    | 1975-1976 | 2021-2022 |
| Cremonese       | 6    | 1929-1930 | 2022-2023 |
| Modena          | 6    | 1931-1932 | 2003-2004 |
| Torino          | 6    | 1958-1959 | 2008-2009 |
| Pescara         | 6    | 1977-1978 | 2016-2017 |
| Napoli          | 6    | 1941-1942 | 2000-2001 |
| Ascoli          | 5    | 1975-1976 | 2006-2007 |
| Catania         | 5    | 1954-1955 | 2013-2014 |
| Cesena          | 5    | 1976-1977 | 2014-2015 |
| Como            | 5    | 1952-1953 | 2002-2003 |
| Foggia          | 5    | 1966-1967 | 1994-1995 |
| Lazio           | 5    | 1960-1961 | 1984-1985 |
| Padova          | 5    | 1929-1930 | 1995-1996 |
| Pisa            | 5    | 1968-1969 | 1990-1991 |
| Udinese         | 5    | 1954-1955 | 1993-1994 |
| Vicenza         | 5    | 1947-1948 | 2000-2001 |
| Sampdoria       | 5    | 1965-1966 | 2022-2023 |
| Bologna         | 4    | 1981-1982 | 2013-2014 |
| Novara          | 4    | 1936-1937 | 2011-2012 |
| Varese          | 4    | 1965-1966 | 1974-1975 |
| Alessandria     | 3    | 1936-1937 | 1959-1960 |
| Catanzaro       | 3    | 1971-1972 | 1982-1983 |
| Fiorentina      | 3    | 1937-1938 | 2001-2002 |
| Frosinone       | 3    | 2015-2016 | 2023-2024 |
| Legnano         | 3    | 1930-1931 | 1953-1954 |
| Mantova         | 3    | 1964-1965 | 1971-1972 |
| Parma           | 3    | 2007-2008 | 2020-2021 |
| Perugia         | 3    | 1980-1981 | 2003-2004 |
| Piacenza        | 3    | 1993-1994 | 2002-2003 |
| Pro Patria      | 3    | 1932-1933 | 1955-1956 |
| Salernitana     | 3    | 1947-1948 | 2023-2024 |
| SPAL            | 3    | 1963-1964 | 2019-2020 |
| Ancona          | 2    | 1992-1993 | 2003-2004 |
| Benevento       | 2    | 2017-2018 | 2020-2021 |
| Chievo          | 2    | 2006-2007 | 2018-2019 |
| Crotone         | 2    | 2017-2018 | 2020-2021 |
| Lecco           | 2    | 1961-1962 | 1966-1967 |
| Lucchese        | 2    | 1938-1939 | 1951-1952 |
| Messina         | 2    | 1964-1965 | 2006-2007 |
| Milan           | 2    | 1979-1980 | 1981-1982 |
| Reggiana        | 2    | 1994-1995 | 1996-1997 |
| Reggina         | 2    | 2000-2001 | 2008-2009 |
| Siena           | 2    | 2009-2010 | 2012-2013 |
| Ternana         | 2    | 1972-1973 | 1974-1975 |
| Triestina       | 2    | 1956-1957 | 1958-1959 |
| Avellino        | 1    | 1987-1988 | 1987-1988 |
| Carpi           | 1    | 2015-2016 | 2015-2016 |
| Casale          | 1    | 1933-1934 | 1933-1934 |
| Juventus        | 1    | 2005-2006 | 2005-2006 |
| Monza           | 1    | 2024-2025 | 2024-2025 |
| Pistoiese       | 1    | 1980-1981 | 1980-1981 |
| Pro Vercelli    | 1    | 1934-1935 | 1934-1935 |
| Roma            | 1    | 1950-1951 | 1950-1951 |
| Sampierdarenese | 1    | 1939-1940 | 1939-1940 |
| Sassuolo        | 1    | 2023-2024 | 2023-2024 |
| Spezia          | 1    | 2022-2023 | 2022-2023 |
| Treviso         | 1    | 2005-2006 | 2005-2006 |
| Inter           | 0    | Nessuna   | Nessuna   |

#### Squadre neopromosse in A subito retrocesse in B
È esclusa dal computo la retrocessione del Bari nella Serie A 1942-1943, in quanto le retrocessioni in tale stagione furono annullate alla ripresa postbellica del campionato.
Nel campionato 1985-86 le tre neopromosse furono contemporaneamente retrocesse in B al termine della stagione, unico caso nella storia della Serie A dal 1929-30 ad oggi. Considerando tutti i campionati di Serie A disputati dal 1929-30 al 2024-25, la retrocessione in B di almeno una neopromossa si è verificata 66 volte su 93, ovvero nel 71% dei casi, percentuale che salirebbe al 72% considerando quella virtuale del 1942-43. Dal 2008-09 al 2024-25 c'è, inoltre, una serie aperta di campionati consecutivi con la retrocessione di almeno una neopromossa.
- 8 volte:  Brescia
- 5 volte:  Lecce,  Pescara,  Venezia
- 4 volte:  Cremonese,  Verona
- 3 volte:  Bari,  Catania,  Frosinone,  Legnano,  Palermo,  Pisa
- 2 volte:  Ancona,  Atalanta,  Benevento,  Catanzaro,  Como,  Foggia,  Livorno,  Napoli,  Novara,  Salernitana,  Ternana
- 1 volta:  Ascoli,  Carpi,  Cesena,  Crotone,  Empoli,  Genoa,  Lecco,  Mantova,  Milan,  Modena,  Perugia,  Piacenza,  Pistoiese,  Reggiana,  Triestina,  Torino,  Treviso,  Udinese,  Varese,  Vicenza

## Albo d'oro del campionato italiano

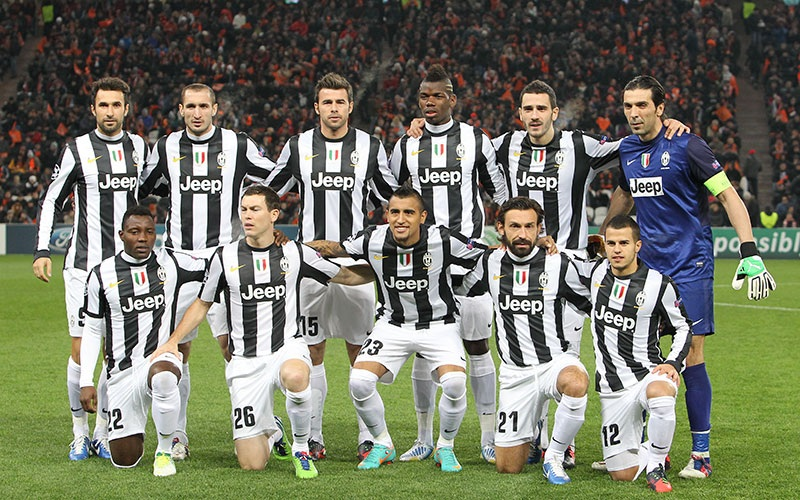
La, qui nella formazione campione d'Italia 2012-13, è la squadra più titolata del calcio italiano con 36 scudetti.

- 36 vittorie:
 Juventus
- 20 vittorie:
 Inter
- 19 vittorie:
 Milan
- 9 vittorie:
 Genoa
- 7 vittorie:
 Bologna
 Pro Vercelli
 Torino
- 4 vittorie:
 Napoli
- 3 vittorie:
 Roma
- 2 vittorie:
 Fiorentina
 Lazio
- 1 vittoria:
 Cagliari
 Casale
 Novese
 Sampdoria
 Verona

### Ultimo titolo
- Napoli: 2024-25
- Inter: 2023-24
- Milan: 2021-22
- Juventus: 2019-20
- Roma: 2000-01
- Lazio: 1999-00
- Sampdoria: 1990-91
- Verona: 1984-85
- Torino: 1975-76
- Cagliari: 1969-70
- Fiorentina: 1968-69
- Bologna: 1963-64
- Genoa: 1923-24
- Novese: 1921-22 (FIGC)
- Pro Vercelli: 1921-22 (CCI)
- Casale: 1913-14

### Primo titolo
- Genoa: 1898
- Milan: 1901
- Juventus: 1905
- Pro Vercelli: 1908
- Inter: 1909-10
- Casale: 1913-14
- Novese: 1921-22
- Bologna: 1924-25
- Torino: 1927-28
- Roma: 1941-42
- Fiorentina: 1955-56
- Cagliari: 1969-70
- Lazio: 1973-74
- Verona: 1984-85
- Napoli: 1986-87
- Sampdoria: 1990-91

### Vittorie consecutive
- 9 vittorie:
 Juventus (2012-20)
- 5 vittorie:
 Juventus (1931-35)
 Torino (1943-49)
 Inter (2006-10)
- 3 vittorie:
 Genoa (1898-1900; 1902-04)
 Pro Vercelli (1911-13)
 Milan (1992-94)
- 2 vittorie:
 Milan (1906-07)
 Pro Vercelli (1908-09; 1921-22 CCI)
 Genoa (1923-24)
 Bologna (1936-37)
 Inter (1953-54; 1965-66)
 Juventus (1960-61; 1972-73; 1977-78; 1981-82; 1997-98; 2002-03)

### Prospetto dei piazzamenti
Aggiornato alla fine della stagione 2024-2025.
|                       | Campionato di I livello (123 edizioni) | Campionato di I livello (123 edizioni) | Campionato di I livello (123 edizioni) | Campionato di I livello (123 edizioni) | Campionato di I livello (123 edizioni) | Campionato di I livello (123 edizioni) | Serie A (93 edizioni) | Serie A (93 edizioni) | Serie A (93 edizioni) | Serie A (93 edizioni) | Serie A (93 edizioni) | Serie A (93 edizioni) |
| Squadra               | Titoli                                 | 1º posto                               | 2º posto                               | 3º posto                               | Piazzamenti sul podio                  | Presenze                               | Titoli                | 1º posto              | 2º posto              | 3º posto              | Piazzamenti sul podio | Presenze              |
| Juventus              | 36                                     | 37                                     | 21                                     | 13                                     | 71                                     | 119                                    | 34                    | 35                    | 17                    | 10                    | 62                    | 92                    |
| Inter                 | 20                                     | 20                                     | 17                                     | 15                                     | 52                                     | 111                                    | 18                    | 18                    | 17                    | 15                    | 50                    | 93                    |
| Milan                 | 19                                     | 19                                     | 17                                     | 16                                     | 52                                     | 117                                    | 16                    | 16                    | 16                    | 15                    | 47                    | 91                    |
| Genoa                 | 9                                      | 9                                      | 4                                      | 2                                      | 15                                     | 85                                     | 0                     | 0                     | 1                     | 1                     | 2                     | 57                    |
| Torino                | 7                                      | 8                                      | 8                                      | 5                                      | 21                                     | 100                                    | 5                     | 5                     | 6                     | 5                     | 16                    | 81                    |
| Bologna               | 7                                      | 7                                      | 4                                      | 3                                      | 14                                     | 94                                     | 5                     | 5                     | 3                     | 3                     | 11                    | 78                    |
| Pro Vercelli          | 7                                      | 7                                      | 1                                      | 0                                      | 8                                      | 24                                     | 0                     | 0                     | 0                     | 0                     | 0                     | 6                     |
| Napoli                | 4                                      | 4                                      | 8                                      | 11                                     | 23                                     | 83                                     | 4                     | 4                     | 8                     | 11                    | 23                    | 79                    |
| Roma                  | 3                                      | 3                                      | 14                                     | 7                                      | 24                                     | 95                                     | 3                     | 3                     | 14                    | 7                     | 24                    | 92                    |
| Lazio                 | 2                                      | 2                                      | 6                                      | 9                                      | 17                                     | 95                                     | 2                     | 2                     | 3                     | 9                     | 14                    | 82                    |
| Fiorentina            | 2                                      | 2                                      | 5                                      | 6                                      | 13                                     | 89                                     | 2                     | 2                     | 5                     | 6                     | 13                    | 87                    |
| Cagliari              | 1                                      | 1                                      | 1                                      | 0                                      | 2                                      | 44                                     | 1                     | 1                     | 1                     | 0                     | 2                     | 44                    |
| Sampdoria             | 1                                      | 1                                      | 0                                      | 0                                      | 1                                      | 66                                     | 1                     | 1                     | 0                     | 0                     | 1                     | 66                    |
| Verona                | 1                                      | 1                                      | 0                                      | 0                                      | 1                                      | 49                                     | 1                     | 1                     | 0                     | 0                     | 1                     | 34                    |
| Casale                | 1                                      | 1                                      | 0                                      | 0                                      | 1                                      | 18                                     | 0                     | 0                     | 0                     | 0                     | 0                     | 4                     |
| Novese                | 1                                      | 1                                      | 0                                      | 0                                      | 1                                      | 3                                      | 0                     | 0                     | 0                     | 0                     | 0                     | 0                     |
| Parma                 | 0                                      | 0                                      | 2                                      | 1                                      | 3                                      | 31                                     | 0                     | 0                     | 2                     | 1                     | 3                     | 28                    |
| US Milanese           | 0                                      | 0                                      | 2                                      | 1                                      | 3                                      | 15                                     | 0                     | 0                     | 0                     | 0                     | 0                     | 0                     |
| Vicenza               | 0                                      | 0                                      | 2                                      | 0                                      | 2                                      | 39                                     | 0                     | 0                     | 1                     | 0                     | 1                     | 30                    |
| Livorno               | 0                                      | 0                                      | 2                                      | 0                                      | 2                                      | 29                                     | 0                     | 0                     | 1                     | 0                     | 1                     | 18                    |
| Alba Roma             | 0                                      | 0                                      | 2                                      | 0                                      | 2                                      | 7                                      | 0                     | 0                     | 0                     | 0                     | 0                     | 0                     |
| Internazionale Torino | 0                                      | 0                                      | 2                                      | 0                                      | 2                                      | 2                                      | 0                     | 0                     | 0                     | 0                     | 0                     | 0                     |
| Udinese               | 0                                      | 0                                      | 1                                      | 2                                      | 3                                      | 59                                     | 0                     | 0                     | 1                     | 2                     | 3                     | 52                    |
| Venezia               | 0                                      | 0                                      | 1                                      | 1                                      | 2                                      | 25                                     | 0                     | 0                     | 0                     | 1                     | 1                     | 14                    |
| Triestina             | 0                                      | 0                                      | 1                                      | 0                                      | 1                                      | 28                                     | 0                     | 0                     | 1                     | 0                     | 1                     | 26                    |
| Sampierdarenese       | 0                                      | 0                                      | 1                                      | 0                                      | 1                                      | 18                                     | 0                     | 0                     | 0                     | 0                     | 0                     | 8                     |
| Pisa                  | 0                                      | 0                                      | 1                                      | 0                                      | 1                                      | 17                                     | 0                     | 0                     | 0                     | 0                     | 0                     | 7                     |
| Perugia               | 0                                      | 0                                      | 1                                      | 0                                      | 1                                      | 13                                     | 0                     | 0                     | 1                     | 0                     | 1                     | 13                    |
| Fortitudo             | 0                                      | 0                                      | 1                                      | 0                                      | 1                                      | 10                                     | 0                     | 0                     | 0                     | 0                     | 0                     | 0                     |
| Torinese              | 0                                      | 0                                      | 1                                      | 0                                      | 1                                      | 7                                      | 0                     | 0                     | 0                     | 0                     | 0                     | 0                     |
| Savoia                | 0                                      | 0                                      | 1                                      | 0                                      | 1                                      | 5                                      | 0                     | 0                     | 0                     | 0                     | 0                     | 0                     |
| Atalanta              | 0                                      | 0                                      | 0                                      | 4                                      | 4                                      | 69                                     | 0                     | 0                     | 0                     | 4                     | 4                     | 69                    |
| Andrea Doria          | 0                                      | 0                                      | 0                                      | 2                                      | 2                                      | 23                                     | 0                     | 0                     | 0                     | 0                     | 0                     | 0                     |
| Padova                | 0                                      | 0                                      | 0                                      | 1                                      | 1                                      | 27                                     | 0                     | 0                     | 0                     | 1                     | 1                     | 16                    |
| Modena                | 0                                      | 0                                      | 0                                      | 1                                      | 1                                      | 27                                     | 0                     | 0                     | 0                     | 1                     | 1                     | 13                    |
| Alessandria           | 0                                      | 0                                      | 0                                      | 1                                      | 1                                      | 25                                     | 0                     | 0                     | 0                     | 0                     | 0                     | 13                    |
| Totale                | 121                                    | 123                                    | 127                                    | 101                                    | 351                                    | -                                      | 92                    | 93                    | 98                    | 92                    | 283                   | -                     |

## Piazzamenti delle squadre nella Serie A a girone unico

### 1º posto
- Juventus: 35 volte*
- Inter: 18 volte
- Milan: 16 volte
- Bologna,  Torino: 5 volte
- Napoli: 4 volte
- Roma: 3 volte
- Fiorentina,  Lazio: 2 volte
- Cagliari,  Sampdoria,  Verona: 1 volta

(*) 34 vittorie della Serie A più un 1º posto nel 2004-2005 con titolo revocato

#### Ultima volta 1º posto
- Napoli: 2024-2025
- Inter: 2023-24
- Milan: 2021-22
- Juventus: 2019-20
- Roma: 2000-01
- Lazio: 1999-00
- Sampdoria: 1990-91
- Verona: 1984-85
- Torino: 1975-76
- Cagliari: 1969-70
- Fiorentina: 1968-69
- Bologna: 1963-64

#### Prima volta 1º posto
- Inter: 1929-30
- Juventus: 1930-31
- Bologna: 1935-36
- Roma: 1941-42
- Torino: 1942-43
- Milan: 1950-51
- Fiorentina: 1955-56
- Cagliari: 1969-70
- Lazio: 1973-74
- Verona: 1984-85
- Napoli: 1986-87
- Sampdoria: 1990-91

#### 1º posto consecutivo
- Juventus: 9 volte (2011-12; 2012-13; 2013-14; 2014-15; 2015-16; 2016-17; 2017-18; 2018-19; 2019-20)
- Juventus: 5 volte (1930-31; 1931-32; 1932-33; 1933-34; 1934-35)
- Inter: 5 volte (2005-06; 2006-07; 2007-08; 2008-09; 2009-10)
- Torino: 4 volte (1942-43; 1946-47; 1947-48; 1948-49)
- Milan: 3 volte (1991-92; 1992-93; 1993-94)
- Bologna: 2 volte (1935-36; 1936-37)
- Inter: 2 volte (1952-53; 1953-54)
- Juventus: 2 volte (1959-60; 1960-61)
- Inter: 2 volte (1964-65; 1965-66)
- Juventus: 2 volte (1971-72; 1972-73)
- Juventus: 2 volte (1976-77; 1977-78)
- Juventus: 2 volte (1980-81; 1981-82)
- Juventus: 2 volte (1996-97; 1997-98)
- Juventus: 2 volte (2001-02; 2002-03)

### 2º posto
- Inter,  Juventus: 17 volte
- Milan: 16 volte
- Roma: 14 volte
- Napoli: 8 volte
- Torino: 6 volte
- Fiorentina: 5 volte
- Bologna,  Lazio: 3 volte
- Parma: 2 volte
- Cagliari,  Genoa,  Livorno,  Perugia,  Triestina,  Udinese,  Vicenza: 1 volta

#### Ultima volta 2º posto
- Inter: 2024-25
- Milan: 2023-24
- Lazio: 2022-23
- Napoli: 2018-19
- Roma: 2016-17
- Juventus: 2008-09
- Parma: 1996-97
- Torino: 1984-85
- Fiorentina: 1981-82
- Perugia: 1978-79
- Vicenza: 1977-78
- Cagliari: 1968-69
- Bologna: 1965-66
- Udinese: 1954-55
- Triestina: 1947-48
- Livorno: 1942-43
- Genoa: 1929-30

#### 2º posto consecutivo
- Fiorentina: 4 volte (1956-57; 1957-58; 1958-59; 1959-60)
- Inter: 3 volte (1932-33; 1933-34; 1934-35)
- Milan: 3 volte (1970-71; 1971-72; 1972-73)
- Roma: 3 volte (2005-06; 2006-07; 2007-08)
- Juventus: 2 volte (1946-47; 1947-48)
- Juventus: 2 volte (1952-53; 1953-54)
- Torino: 2 volte (1976-77; 1977-78)
- Napoli: 2 volte (1987-88; 1988-89)
- Milan: 2 volte (1989-90; 1990-91)
- Juventus: 2 volte (1999-00; 2000-01)
- Roma: 2 volte (2013-14; 2014-15)
- Napoli: 2 volte (2017-18; 2018-19)

### 3º posto
- Inter,  Milan: 15 volte
- Napoli: 11 volte
- Juventus: 10 volte
- Lazio: 9 volte
- Roma: 7 volte
- Fiorentina: 6 volte
- Torino: 5 volte
- Atalanta: 4 volte
- Bologna: 3 volte
- Udinese: 2 volte
- Genoa,  Modena,  Padova,  Parma,  Venezia: 1 volta

#### Ultima volta 3º posto
- Atalanta: 2024-25
- Juventus: 2023-24
- Inter: 2022-23
- Napoli: 2021-22
- Roma: 2017-18
- Lazio: 2014-15
- Milan: 2012-13
- Udinese: 2011-12
- Fiorentina: 1998-99
- Parma: 1992-93
- Torino: 1991-92
- Bologna: 1966-67
- Padova: 1957-58
- Modena: 1946-47
- Venezia: 1941-42
- Genoa: 1937-38

#### 3º posto consecutivo
- Lazio: 3 volte (1993-94; 1994-95; 1995-96)
- Atalanta: 3 volte (2018-19; 2019-20; 2020-21)
- Napoli: 2 volte (1932-33; 1933-34)
- Torino: 2 volte (1935-36; 1936-37)
- Milan: 2 volte (1952-53; 1953-54)
- Lazio: 2 volte (1955-56; 1956-57)
- Milan: 2 volte (1962-63; 1963-64)
- Inter: 2 volte (1989-90; 1990-91)
- Milan: 2 volte (2008-09; 2009-10)

### Ultimo posto
- Bari,  Pescara: 5 volte
- Livorno,  Pro Patria,  Venezia ,  Verona: 4 volte
- Lecce,  Legnano,  Modena,  Varese : 3 volte
- Ascoli,  Atalanta,  Brescia,  Catania,  Cesena,  Como,  Cremonese,  Empoli,  Genoa,  Lazio,  Mantova,  Napoli,  Palermo,  Parma,  Triestina,  Udinese: 2 volte
- Alessandria,  Ancona,  Benevento,  Bologna,  Cagliari,  Casale,  Catanzaro,  Chievo,  Fiorentina,  Juventus,  Lecco,  Lucchese,  Messina,  Monza,  Padova,  Piacenza,  Pistoiese,  Pro Vercelli,  Reggiana,  Salernitana,  Sampdoria,  Sampierdarenese,  SPAL,  Ternana,  Torino: 1 volta

### Peggior piazzamento della squadra campione uscente
- Piazzamenti a tavolino: 15º posto:  Milan, nella Serie A 1979-1980*
- Piazzamenti sul campo: 12º posto:  Juventus, nella Serie A 1961-1962

* Prendendo in considerazione anche i primi posti con successiva revoca del titolo, il primato negativo appartiene al 20º posto d'ufficio della  Juventus nella Serie A 2005-2006.

### Miglior piazzamento di una neopromossa
- 2º posto:  Vicenza, nella Serie A 1977-1978

### Miglior piazzamento di un'esordiente (esclusa la prima edizione)
- 4º posto:  Fiorentina, nella Serie A 1931-1932

### Maggior numero di edizioni consecutive vinte da squadre diverse
- 5 (1965-66  Inter, 1966-67  Juventus, 1967-68  Milan, 1968-69  Fiorentina, 1969-70  Cagliari)
- 5 (1966-67  Juventus, 1967-68  Milan, 1968-69  Fiorentina, 1969-70  Cagliari, 1970-71  Inter)
- 5 (1967-68  Milan, 1968-69  Fiorentina, 1969-70  Cagliari, 1970-71  Inter, 1971-72  Juventus)
- 5 (1984-85  Verona, 1985-86  Juventus, 1986-87  Napoli, 1987-88  Milan, 1988-89  Inter)

### Maggior numero di edizioni consecutive senza vincitori consecutivi
- 11 (1981-82  Juventus, 1982-83  Roma, 1983-84  Juventus, 1984-85  Verona, 1985-86  Juventus, 1986-87  Napoli, 1987-88  Milan, 1988-89  Inter, 1989-90  Napoli, 1990-91  Sampdoria, 1991-92  Milan)

### Maggior numero di edizioni disputate senza aver mai vinto un titolo
- 64  Atalanta

### Minor numero di edizioni disputate avendo vinto almeno un titolo
- 34  Verona

## Campioni d'inverno
Il titolo, puramente statistico, di «campione d'inverno» è appannaggio dei club in testa alla classifica al termine del girone d'andata di un campionato.
Nelle 93 edizioni della Serie A tenutesi fino al 2025, solo in tre occasioni una squadra campione d'inverno (la Juventus nel 1935-36 e nel 2005-06, e il Liguria nel 1938-1939) non risultò classificata nelle prime tre posizioni a fine campionato; sempre nello stesso periodo, in 61 occasioni la capolista a metà campionato, o una di esse, si piazzò al primo posto a fine torneo (66%); la percentuale è leggermente più alta nell'epoca dei 3 punti, a partire dalla stagione 1994-95: nel 68% delle volte (21 su 31 campionati) la squadra campione d'inverno ha poi concluso il campionato in testa alla graduatoria.
Ai fini della determinazione dei campioni d'inverno, non sono applicabili i criteri delle classifiche avulse, in quanto validi soltanto per stabilire le posizioni finali del campionato, né sono conteggiabili a posteriori i punti ottenuti nelle partite rimandate nel girone d'andata e fatte disputare durante il girone di ritorno. Per tali ragioni, possono verificarsi ex aequo fra due o più squadre, circostanza accaduta sei volte, oppure una squadra può non conquistare il "titolo" a causa del rinvio di alcuni incontri, situazione occorsa a Inter e Milan rispettivamente nel 1929-30 e nel 2003-04.
- 1929-30:  Juventus
- 1930-31:  Juventus
- 1931-32:  Bologna
- 1932-33:  Juventus
- 1933-34:  Ambrosiana-Inter
- 1934-35:  Fiorentina
- 1935-36:  Juventus
- 1936-37:  Lazio
- 1937-38:  Ambrosiana-Inter
- 1938-39:  Bologna e  Liguria
- 1939-40:  Bologna
- 1940-41:  Bologna
- 1941-42:  Roma
- 1942-43:  Livorno e  Torino
- 1946-47:  Juventus
- 1947-48:  Milan
- 1948-49:  Torino
- 1949-50:  Juventus
- 1950-51:  Inter
- 1951-52:  Juventus
- 1952-53:  Inter
- 1953-54:  Fiorentina,  Inter e  Juventus
- 1954-55:  Milan
- 1955-56:  Fiorentina
- 1956-57:  Milan
- 1957-58:  Juventus
- 1958-59:  Milan
- 1959-60:  Juventus
- 1960-61:  Inter
- 1961-62:  Inter
- 1962-63:  Juventus

- 1963-64:  Bologna e  Milan
- 1964-65:  Milan
- 1965-66:  Inter
- 1966-67:  Inter
- 1967-68:  Milan
- 1968-69:  Cagliari
- 1969-70:  Cagliari
- 1970-71:  Milan
- 1971-72:  Juventus
- 1972-73:  Juventus e  Milan
- 1973-74:  Lazio
- 1974-75:  Juventus
- 1975-76:  Juventus
- 1976-77:  Juventus e  Torino
- 1977-78:  Juventus
- 1978-79:  Milan
- 1979-80:  Inter
- 1980-81:  Roma
- 1981-82:  Fiorentina
- 1982-83:  Roma
- 1983-84:  Juventus
- 1984-85:  Verona
- 1985-86:  Juventus
- 1986-87:  Napoli
- 1987-88:  Napoli
- 1988-89:  Inter
- 1989-90:  Napoli
- 1990-91:  Inter
- 1991-92:  Milan
- 1992-93:  Milan
- 1993-94:  Milan

- 1994-95:  Juventus
- 1995-96:  Milan
- 1996-97:  Juventus
- 1997-98:  Juventus
- 1998-99:  Fiorentina
- 1999-00:  Juventus
- 2000-01:  Roma
- 2001-02:  Roma
- 2002-03:  Milan
- 2003-04:  Roma
- 2004-05:  Juventus
- 2005-06:  Juventus
- 2006-07:  Inter
- 2007-08:  Inter
- 2008-09:  Inter
- 2009-10:  Inter
- 2010-11:  Milan
- 2011-12:  Juventus
- 2012-13:  Juventus
- 2013-14:  Juventus
- 2014-15:  Juventus
- 2015-16:  Napoli
- 2016-17:  Juventus
- 2017-18:  Napoli
- 2018-19:  Juventus
- 2019-20:  Juventus
- 2020-21:  Milan
- 2021-22:  Inter
- 2022-23:  Napoli
- 2023-24:  Inter
- 2024-25:  Napoli

### Campione d'inverno
- Juventus: 32 volte
- Inter: 18 volte
- Milan: 17 volte
- Napoli: 7 volte
- Roma: 6 volte
- Bologna,  Fiorentina: 5 volte
- Torino: 3 volte
- Cagliari,  Lazio: 2 volte
- Livorno,  Sampierdarenese,  Verona: 1 volta

### Titoli più recenti di campione d'inverno
- Napoli: 2024-25
- Inter: 2023-24
- Milan: 2020-21
- Juventus: 2019-20
- Roma: 2003-04
- Fiorentina: 1998-99
- Verona: 1984-85
- Torino: 1976-77
- Lazio: 1973-74
- Cagliari: 1969-70
- Bologna: 1963-64
- Livorno: 1942-43
- Sampierdarenese: 1938-39

### Campione d'inverno consecutivo
- Juventus: 4 volte (1975-78; 2012-15)
- Inter: 4 volte (2007-10)
- Bologna: 3 volte (1939-41)
- Milan: 3 volte (1992-94)
- Juventus: 2 volte (1930-31; 1972-73; 1997-98; 2005-06; 2019-20)
- Inter: 2 volte (1953-54; 1961-62; 1966-67)
- Milan: 2 volte (1964-65)
- Cagliari: 2 volte (1969-70)
- Napoli: 2 volte (1987-88)
- Roma: 2 volte (2001-02)

## Record di squadra

### Imbattibilità

#### Assoluta
- 58 giornate -  Milan dal 1990-1991 al 1992-1993

Serie aperta domenica 26 maggio 1991: Milan-Parma 0-0
Serie chiusa domenica 21 marzo 1993: Milan-Parma 0-1

#### Casalinga
- 88 giornate:  Torino dal 1942-1943 al 1949-1950

Serie aperta domenica 31 gennaio 1943: Torino-Juventus 2-0
Serie chiusa domenica 6 novembre 1949: Torino-Juventus 1-3
(°) Sono incluse le 20 partite del Campionato di Divisione Nazionale 1945-1946

#### Esterna
- 38 giornate:  Milan dal 1991-1992 al 1993-1994

Serie aperta domenica 1º settembre 1991: Ascoli-Milan 0-1
Serie chiusa domenica 31 ottobre 1993: Sampdoria-Milan 3-2

#### Intero campionato
In questa sezione sono presi in considerazione solo i campionati di Serie A.
- Juventus: 2011-2012 (38 giornate)
- Milan: 1991-1992 (34 giornate)
- Perugia: 1978-1979 (30 giornate)

### Imbattibilità della squadra campione
Escluse le due stagioni (1991-1992 e 2011-2012) in cui la squadra campione d'Italia ha terminato il campionato imbattuta, in diverse occasioni la squadra vincitrice ha concluso il torneo senza sconfitte in casa o in trasferta.

#### In casa
31 volte: 1932-1933, 1933-1934, 1934-1935, 1940-1941, 1946-1947, 1947-1948, 1948-1949, 1951-1952, 1955-1956, 1958-1959, 1964-1965, 1965-1966, 1966-1967, 1969-1970, 1971-1972, 1974-1975, 1975-1976, 1977-1978, 1985-1986, 1986-1987, 1988-1989, 1989-1990, 1997-1998, 1999-2000, 2000-2001, 2008-2009, 2009-2010, 2013-2014, 2014-2015, 2016-2017, 2018-2019

#### In trasferta
4 volte: 1968-1969, 1987-1988, 1992-1993, 2006-2007

### Maggior numero di partite consecutive in testa al campionato di Serie A
- 76 giornate:  Juventus dal 2004-2005 al 2005-2006

Serie aperta domenica 12 settembre 2004: Brescia-Juventus 0-3
Serie chiusa per declassamento all'ultimo posto in Serie A 2005-2006 e retrocessione in Serie B a campionato concluso

### Vittorie, pareggi e sconfitte
Maggior numero di vittorie complessive
- campionati a 16 squadre: 23 su 30 -  Juventus nel 1976-1977
- campionati a 18 squadre: 26 su 34 -  Inter nel 1988-1989
- campionati a 20 squadre: 33 su 38 -  Juventus nel 2013-2014
- campionato a 21 squadre: 29 su 40 -  Torino nel 1947-1948

Maggior numero di vittorie casalinghe
- campionati a 16 squadre: 14 su 15 -  Torino nel 1975-1976
- campionati a 18 squadre: 16 su 17 -  Bologna nel 1931-1932;  Juventus nel 1932-1933;  Napoli nel 1989-1990
- campionati a 20 squadre: 19 su 19 -  Juventus nel 2013-2014
- campionato a 21 squadre: 19 su 20 -  Torino nel 1947-1948

Maggior numero di vittorie in trasferta
- campionati a 16 squadre: 10 su 15 -  Torino nel 1942-1943;  Juventus nel 1976-1977
- campionati a 18 squadre: 11 su 17 -  Inter nel 1963-1964 e 1988-1989;  Milan nel 1963-1964 e 2003-2004;  Juventus nel 1994-1995
- campionati a 20 squadre: 16 su 19 -  Milan nel 2020-2021
- campionato a 21 squadre: 10 su 20 -  Torino nel 1947-1948

Maggior numero di vittorie consecutive: 17 -  Inter nel 2006-2007
Serie aperta il 25 ottobre 2006: Inter-Livorno 4-1
Serie chiusa il 28 febbraio 2007: Inter-Udinese 1-1
Maggior numero di vittorie consecutive senza subire gol: 9 -  Juventus nel 2017-2018
Serie aperta il 6 gennaio 2018: Cagliari-Juventus 0-1
Serie chiusa il 17 marzo 2018: Spal-Juventus 0-0
Maggior numero di vittorie consecutive casalinghe: 33 -  Juventus dal 2015-2016 al 2016-2017
Serie aperta il 4 ottobre 2015: Juventus-Bologna 3-1
Serie chiusa il 6 maggio 2017: Juventus-Torino 1-1
Maggior numero di vittorie consecutive in trasferta: 12 -  Roma dal 2016-2017 al 2017-2018
Serie aperta il 12 febbraio 2017: Crotone-Roma 0-2
Serie chiusa il 26 novembre 2017: Genoa-Roma 1-1
Maggior numero di vittorie consecutive da inizio campionato: 10 -  Roma nel 2013-2014
Serie aperta il 25 agosto 2013: Livorno-Roma 0-2
Serie chiusa il 3 novembre 2013: Torino-Roma 1-1
Maggior numero di vittorie consecutive da inizio campionato senza subire gol: 5 -  Juventus nel 2014-2015
Serie aperta il 30 agosto 2014: Chievo-Juventus 0-1
Serie chiusa il 5 ottobre 2014: Juventus-Roma 3-2
Maggior numero di vittorie consecutive dall'inizio del girone di ritorno 11 -  Inter nel 2020-2021
Serie aperta il 30 gennaio 2021: Inter-Benevento 4-0
Serie chiusa il 18 aprile 2021: Napoli-Inter 1-1
Maggior numero di vittorie consecutive contro la stessa squadra: 13

 Milan contro  Chievo dal 2005-2006 al 2013-2014:
Serie aperta il 9 aprile 2006: Milan-Chievo 4-1
Serie chiusa il 10 novembre 2013: Chievo-Milan 0-0
 Juventus contro  Atalanta dal 2009-2010 al 2016-2017:
Serie aperta il 7 novembre 2009: Atalanta-Juventus 2-5
Serie chiusa il 28 aprile 2017: Atalanta-Juventus 2-2
Maggior numero di pareggi complessivi
- campionati a 16 squadre: 20 su 30 -  Udinese nel 1982-1983
- campionati a 18 squadre: 22 su 34 -  Mantova nel 1966-1967
- campionati a 20 squadre: 19 su 38 -  Udinese nel 2023-2024
- campionato a 21 squadre: 15 su 40 -  Triestina nel 1947-1948

Maggior numero di pareggi casalinghi
- campionati a 16 squadre: 11 su 15 -  Napoli nel 1971-1972;  Verona nel 1972-1973;  Milan nel 1976-1977;  Perugia nel 1980-1981;  Udinese nel 1982-1983;  Pisa nel 1983-1984
- campionati a 18 squadre: 11 su 17 -  Pescara nel 1988-1989;  Cesena nel 1989-1990;  Lazio nel 1990-1991;  Inter nel 1991-1992;  Reggiana nel 1996-1997
- campionati a 20 squadre: 11 su 19 -  Livorno nel 1946-1947;  Cagliari nel 2005-2006;  Udinese nel 2023-2024
- campionato a 21 squadre: 9 su 20 -  Livorno e  Lucchese nel 1947-1948

Maggior numero di pareggi in trasferta
- campionati a 16 squadre: 12 su 15 -  Napoli nel 1974-1975;  Perugia nel 1978-1979
- campionati a 18 squadre: 13 su 17 -  Mantova nel 1966-1967
- campionati a 20 squadre: 13 su 19 -  Torino nel 2018-2019
- campionato a 21 squadre: 10 su 20 -  Triestina nel 1947-1948

Maggior numero di sconfitte complessive
- campionati a 16 squadre: 20 su 30 -  Pro Vercelli nel 1934-1935;  Alessandria nel 1936-1937;  Pistoiese nel 1980-1981
- campionati a 18 squadre: 26 su 34 -  Lecce nel 1993-1994;  Brescia nel 1994-1995
- campionati a 20 squadre: 29 su 38 -  Benevento nel 2017-2018
- campionato a 21 squadre: 24 su 40 -  Vicenza nel 1947-1948

Maggior numero di sconfitte casalinghe
- campionati a 16 squadre: 9 su 15 -  Varese nel 1971-1972;  Pistoiese nel 1980-1981
- campionati a 18 squadre: 11 su 17 -  Lazio nel 1960-1961;  Udinese nel 1961-1962;  Lecce nel 1993-1994;  Brescia nel 1994-1995;  Napoli nel 1997-1998
- campionati a 20 squadre: 14 su 19 -  Pescara nel 2012-2013
- campionato a 21 squadre: 8 su 20 -  Roma nel 1947-1948

Maggior numero di sconfitte in trasferta
- campionati a 16 squadre: 14 su 15 -  Pro Vercelli nel 1934-1935;  Brescia nel 1935-1936;  Alessandria nel 1936-1937;  Catania nel 1983-1984;  Cremonese nel 1984-1985
- campionati a 18 squadre: 17 su 17 -  Modena nel 1931-1932
- campionati a 20 squadre: 17 su 19 -  Bari e  Venezia nel 1949-1950;  Benevento nel 2017-2018
- campionato a 21 squadre: 17 su 20 -  Vicenza nel 1947-1948

Maggior numero di sconfitte consecutive: 16 -  Brescia nel 1994-1995 e nel 1997-1998
Serie aperta il 19 febbraio 1995: Inter-Brescia 1-0
Serie chiusa il 31 agosto 1997: Inter-Brescia 2-1
Maggior numero di sconfitte consecutive in casa: 9 -  Pescara nel 2012-2013
Serie aperta il 20 gennaio 2013: Pescara-Torino 0-2
Serie chiusa il 19 maggio 2013: Pescara-Fiorentina 1-5 ultima giornata di campionato
Maggior numero di sconfitte consecutive in trasferta: 18 -  Modena dal 1930-1931 al 1931-1932
Serie aperta il 28 giugno 1931: Lazio-Modena 2-0
Serie chiusa il 12 giugno 1932: Lazio-Modena 9-1 ultima giornata di campionato
Maggior numero di sconfitte consecutive da inizio campionato: 14 -  Benevento nel 2017-2018
Serie aperta il 20 agosto 2017: Sampdoria-Benevento 2-1
Serie chiusa il 3 dicembre 2017: Benevento-Milan 2-2
Maggior numero di squadre battute in campionato da un club sia all'andata che al ritorno in una singola stagione: 14 su 19 -  Juventus nel 2013-2014
Squadre che hanno sconfitto il club vincitore del campionato sia all'andata che al ritorno:  Torino contro  Juventus nel 1994-1995,  Juventus contro  Inter nel 2005-2006,  Sampdoria contro  Juventus nel 2012-2013,  Sassuolo contro  Inter nel 2023-2024
Maggior numero di squadre battute in campionato da un club in una singola stagione: 19 su 19 -  Juventus nel 2013-2014; 2014-2015; 2015-2016; 2016-2017; 2017-2018 -  Inter e  Milan nel 2020-2021 -  Napoli nel 2022-2023
Maggior numero di partite consecutive senza pareggi: 38 (33 vittorie, 5 sconfitte) -  Juventus dal 2015-2016 al 2016-2017
Serie aperta il 28 febbraio 2016: Juventus-Inter 2-0 
Serie chiusa il 5 marzo 2017: Udinese-Juventus 1-1 

### Vittorie, pareggi e sconfitte della squadra campione
Non è conteggiato il campionato di Serie A 1947-1948, in quanto unico torneo di 42 giornate.

#### Maggior numero di sconfitte in un campionato della squadra campione
- Bologna: 1940-1941 (7 sconfitte in 30 giornate)
- Milan: 1956-1957 (7 sconfitte in 34 giornate)
- Juventus: 1960-1961 (7 sconfitte in 34 giornate)
- Juventus: 1994-1995 (7 sconfitte in 34 giornate)
- Inter: 2005-2006 (8 sconfitte in 38 giornate)

#### Maggior numero di pareggi in un campionato della squadra campione
- Juventus: 1977-1978 (14 pareggi in 30 giornate)
- Milan: 1992-1993 (14 pareggi in 34 giornate)
- Juventus: 1996-1997 (14 pareggi in 34 giornate)
- Juventus: 2011-2012 (15 pareggi in 38 giornate)

#### Minor numero di vittorie in un campionato della squadra campione
- Inter: 1979-1980 (14 vittorie in 30 giornate)
- Juventus: 1996-1997 (17 vittorie in 34 giornate)
- Inter: 2005-2006 (23 vittorie in 38 giornate)
- Juventus: 2011-2012 (23 vittorie in 38 giornate)

#### Minor numero di pareggi in un campionato della squadra campione
- Inter: 1939-1940 (4 pareggi in 30 giornate)
- Torino: 1942-1943 (4 pareggi in 30 giornate)
- Juventus: 1932-1933 (4 pareggi in 34 giornate)
- Juventus: 1994-1995 (4 pareggi in 34 giornate)
- Juventus: 2013-2014 (3 pareggi in 38 giornate)

#### Minor numero di sconfitte in un campionato della squadra campione
- Fiorentina: 1968-1969 (1 sconfitta in 30 giornate)
- Juventus: 1977-1978 (1 sconfitta in 30 giornate)
- Milan: 1991-1992 (0 sconfitte in 34 giornate)
- Juventus: 2011-2012 (0 sconfitte in 38 giornate)

### Punti

#### Totali
- campionati a 16 squadre con 2 punti per vittoria: 51 punti -  Juventus nel 1976-77

Rapporto di 2,47 punti a partita usando l'attuale sistema di calcolo
- campionati a 18 squadre con 2 punti per vittoria: 58 punti -  Inter nel 1988-89

Rapporto di 2,47 punti a partita usando l'attuale sistema di calcolo
- campionati a 18 squadre con 3 punti per vittoria: 82 punti -  Milan nel 2003-04

Rapporto di 2,41 punti a partita
- campionati a 20 squadre con 2 punti per vittoria: 63 punti -  Torino nel 1946-47

Rapporto di 2,39 punti a partita usando l'attuale sistema di calcolo
- campionati a 20 squadre con 3 punti per vittoria: 102 punti -  Juventus nel 2013-14

Rapporto di 2,68 punti a partita
- campionato a 21 squadre con 2 punti per vittoria: 65 punti -  Torino nel 1947-48

Rapporto di 2,35 punti a partita usando l'attuale sistema di calcolo

#### In casa
- campionati a 16 squadre con 2 punti per vittoria: 29 punti -  Torino nel 1975-76

Percentuale 96,66%
- campionati a 18 squadre con 2 punti per vittoria: 33 punti -  Bologna nel 1931-1932;  Juventus nel 1932-33;  Napoli 1989-1990

Percentuale 97,05%
- campionati a 18 squadre con 3 punti per vittoria: 47 punti -  Juventus nel 1997-1998

Percentuale 92,15%
- campionati a 20 squadre con 2 punti per vittoria: 37 punti -  Torino nel 1948-49

Percentuale 97,36%
- campionati a 20 squadre con 3 punti per vittoria: 57 punti -  Juventus nel 2013-14

Percentuale 100%
- campionato a 21 squadre con 2 punti per vittoria: 39 punti -  Torino nel 1947-48

Percentuale 97,5%

#### In trasferta
- campionati a 16 squadre con 2 punti per vittoria: 24 punti -  Juventus nel 1976-77

Percentuale 80%
- campionati a 18 squadre con 2 punti per vittoria: 27 punti -  Milan nel 1963-64

Percentuale 79,41%
- campionati a 18 squadre con 3 punti per vittoria: 38 punti -  Milan nel 2003-04

Percentuale 74,51%
- campionati a 20 squadre con 2 punti per vittoria: 32 punti -  Juventus nel 1949-1950

Percentuale 84,21%
- campionati a 20 squadre con 3 punti per vittoria: 49 punti -  Inter nel 2006-2007;  Milan nel 2020-2021

Percentuale 85,96%
- campionato a 21 squadre con 2 punti per vittoria: 26 punti -  Torino nel 1947-1948

Percentuale 65%

#### Nel girone d'andata
- campionati a 16 squadre con 2 punti per vittoria: 26 punti ( Juventus 1975-76 e 1985-86)
- campionati a 18 squadre con 2 punti per vittoria: 31 punti ( Milan 1992-93)
- campionati a 18 squadre con 3 punti per vittoria: 42 punti ( Milan e  Roma 2003-04)
- campionati a 20 squadre con 2 punti per vittoria: 34 punti ( Juventus 1949-50)
- campionati a 20 squadre con 3 punti per vittoria: 53 punti ( Juventus 2018-19)
- campionato a 21 squadre con 2 punti per vittoria: 31 punti ( Milan 1947-48)

#### Nel girone di ritorno
- campionati a 16 squadre con 2 punti per vittoria: 26 punti ( Juventus 1976-77 e 1980-81)
- campionati a 18 squadre con 2 punti per vittoria: 31 punti ( Milan 1961-62)
- campionati a 18 squadre con 3 punti per vittoria: 40 punti ( Milan 1998-99 e 2003-04;  Juventus 2000-01 e 2001-02)
- campionati a 20 squadre con 2 punti per vittoria: 34 punti ( Torino 1946-47)
- campionati a 20 squadre con 3 punti per vittoria: 52 punti ( Juventus 2015-16)
- campionato a 21 squadre con 2 punti per vittoria: 36 punti ( Torino 1947-48)

#### Nell'anno solare
In questa lista vengono conteggiati solamente i punti ottenuti in Serie A.
Maggior numero di punti in un anno solare:
- 104 punti in 43[N 18] partite -  Inter nel 2021

Rapporto di 2,42 punti a partita
Miglior rapporto di punti a partita in un anno solare:
- 101 punti in 38[N 19] partite -  Juventus nel 2018

Rapporto di 2,66 punti a partita

#### Rapporto di punti a partita assoluto
Usando l'attuale sistema di calcolo (3 punti per vittoria).
- Intero campionato: 2,68 punti a partita -  Juventus nel 2013-14 (102 punti)

Percentuale 89,48%
- In casa: 3 punti a partita -  Juventus nel 2013-14 (57 punti)

Percentuale 100%
- In trasferta: 2,57 punti a partita -  Inter nel 2006-2007 e  Milan nel 2020-2021 (49 punti)

Percentuale 85,96%

#### Maggior numero di punti per una squadra retrocessa
- campionati a 16 squadre con 2 punti per vittoria e 2 retrocessioni: 27 punti -  Novara nel 1940-41
- campionati a 16 squadre con 2 punti per vittoria e 3 retrocessioni: 36 punti -  Milan nel 1979-80[N 21]
- campionati a 18 squadre con 2 punti per vittoria e 2 retrocessioni: 44 punti -  Udinese nel 1954-55[N 21]
- campionati a 18 squadre con 2 punti per vittoria e 3 retrocessioni: 29 punti -  Bari nel 1960-61
- campionati a 18 squadre con 2 punti per vittoria e 4 retrocessioni: 30 punti -  Brescia,  Fiorentina nel 1992-93,  Piacenza nel 1993-94
- campionati a 18 squadre con 3 punti per vittoria e 4 retrocessioni: 40 punti -  Genoa nel 1994-95
- campionati a 20 squadre con 2 punti per vittoria e 2 retrocessioni: 29 punti -  Modena nel 1948-49,  Bari nel 1949-50
- campionati a 20 squadre con 2 punti per vittoria e 3 retrocessioni: 32 punti -  Lucchese nel 1951-52
- campionati a 20 squadre con 3 punti per vittoria e 3 retrocessioni: 91 punti -  Juventus nel 2005-06[N 21]
- campionati a 21 squadre con 2 punti per vittoria e 4 retrocessioni: 34 punti -  Napoli e  Salernitana nel 1947-48

#### Minor numero di punti della squadra campione
- campionati a 16 squadre con 2 punti per vittoria: 39 punti -  Bologna nel 1940-41
- campionati a 18 squadre con 2 punti per vittoria: 47 punti -  Inter nel 1952-53
- campionati a 18 squadre con 3 punti per vittoria: 65 punti -  Juventus nel 1996-97
- campionati a 20 squadre con 2 punti per vittoria: 60 punti -  Torino nel 1948-49,  Milan nel 1950-51,  Juventus nel 1951-52
- campionati a 20 squadre con 3 punti per vittoria: 76 punti -  Inter nel 2005-06

#### Minor numero di punti in campionato
- campionati a 16 squadre con 2 punti per vittoria: 12 punti -  Catania nel 1983-84
- campionati a 18 squadre con 2 punti per vittoria: 11 punti -  Lecce nel 1993-94
- campionati a 18 squadre con 3 punti per vittoria: 12 punti -  Brescia nel 1994-95
- campionati a 20 squadre con 2 punti per vittoria: 16 punti -  Venezia nel 1949-50
- campionati a 20 squadre con 3 punti per vittoria: 17 punti -  Salernitana nel 2023-24
- campionato a 21 squadre con 2 punti per vittoria: 26 punti -  Vicenza nel 1947-48

#### In casa
- campionati a 16 squadre con 2 punti per vittoria: 6 punti -  Varese nel 1971-72
- campionati a 18 squadre con 2 punti per vittoria: 8 punti -  Lazio nel 1960-61;  Udinese nel 1961-62
- campionati a 18 squadre con 3 punti per vittoria: 10 punti -  Brescia nel 1994-95;  Napoli nel 1997-98
- campionati a 20 squadre con 2 punti per vittoria: 11 punti -  Legnano nel 1951-52
- campionati a 20 squadre con 3 punti per vittoria: 8 punti -  Salernitana nel 2023-24;  Monza nel 2024-25
- campionato a 21 squadre con 2 punti per vittoria: 21 punti -  Roma nel 1947-48

#### In trasferta
- campionati a 16 squadre con 2 punti per vittoria: 1 punto -  Pro Vercelli nel 1934-1935;  Brescia nel 1935-1936;  Catania nel 1983-1984;  Cremonese nel 1984-1985
- campionati a 18 squadre con 2 punti per vittoria: 0 punti -  Modena nel 1931-32
- campionati a 18 squadre con 3 punti per vittoria: 1 punto -  Reggiana nel 1994-95;  Ancona nel 2003-04
- campionati a 20 squadre con 2 punti per vittoria: 2 punti -  Venezia e  Bari nel 1949-50
- campionati a 20 squadre con 3 punti per vittoria: 4 punti -  Messina nel 2006-07;  Benevento nel 2017-18
- campionato a 21 squadre con 2 punti per vittoria: 4 punti -  Vicenza e  Salernitana nel 1947-48

### Distacco sulle seconde classificate

#### Massimo
- campionati a 16 squadre con 2 punti per vittoria: 9 punti -  Milan nel 1967-68 su  Napoli
- campionati a 18 squadre con 2 punti per vittoria: 12 punti -  Fiorentina nel 1955-56 su  Milan
- campionati a 18 squadre con 3 punti per vittoria: 11 punti -  Milan nel 2003-04 su  Roma
- campionati a 20 squadre con 2 punti per vittoria: 10 punti -  Torino nel 1946-47 su  Juventus
- campionati a 20 squadre con 3 punti per vittoria: 22 punti -  Inter nel 2006-07 su  Roma
- campionato a 21 squadre con 2 punti per vittoria: 16 punti -  Torino nel 1947-48 su  Milan,  Juventus e  Triestina

#### Minimo
- campionati a 16 squadre con 2 punti per vittoria: 1 punto -  Bologna nel 1935-36 su  Roma,  Torino nel 1942-43 su  Livorno,  Juventus nel 1971-72 su  Milan e  Torino,  Juventus nel 1972-73 su  Milan,  Juventus nel 1976-77 su  Torino,  Juventus nel 1981-82 su  Fiorentina
- campionati a 18 squadre con 2 punti per vittoria: 0 punti -  Bologna e  Inter nel 1963-64
- campionati a 18 squadre con 3 punti per vittoria: 1 punto -  Milan nel 1998-99 su  Lazio,  Lazio nel 1999-00 su  Juventus,  Juventus nel 2001-02 su  Roma
- campionati a 20 squadre con 2 punti per vittoria: 1 punto -  Milan nel 1950-51 su  Inter
- campionati a 20 squadre con 3 punti per vittoria: 1 punto -  Juventus nel 2019-20 su  Inter,  Napoli nel 2024-25 su  Inter
- campionato a 21 squadre con 2 punti per vittoria: 16 punti -  Torino nel 1947-48 su  Milan,  Juventus e  Triestina

### Maggior numero di giornate d'anticipo con cui una squadra ha vinto il campionato
- 5 (campionato a 18 squadre):  Fiorentina nel 1955-56, (campionato a 20 squadre):  Torino nel 1946-47,  Inter nel 2006-07 e nel 2023-24,  Juventus nel 2018-19 e  Napoli nel 2022-23

### Reti
- Maggior numero di gare consecutive in gol complessive: 44 ( Juventus: dalla 10ª giornata 2016-17 alla 16ª giornata 2017-18)
- Maggior numero di gare consecutive in gol in casa: 76 ( Torino: dall'8ª giornata 1946-47 alla 3ª giornata 1950-51)
- Maggior numero di gare consecutive in gol in trasferta: 28 ( Juventus: dalla 12ª giornata 2016-17 alla 27ª giornata 2017-18)
- Maggior numero di gare consecutive con almeno due gol segnati: 17 ( Milan: dalla 37ª giornata 2019-20 alla 15ª giornata 2020-21)

#### Prolificità
- campionati a 16 squadre: 75 gol  Juventus nel 1942-43

Media di una marcatura segnata ogni 36 minuti di gioco (media gol a partita 2,5)
- campionati a 18 squadre: 95 gol  Fiorentina nel 1958-59

Media di una marcatura segnata ogni 32,21 minuti di gioco (media gol a partita 2,79)
- campionati a 20 squadre: 118 gol  Milan nel 1949-50

Media di una marcatura segnata ogni 28,98 minuti di gioco (media gol a partita 3,11)
- campionato a 21 squadre: 125 gol  Torino nel 1947-48

Media di una marcatura segnata ogni 28,8 minuti di gioco (media gol a partita 3,13)
Di queste squadre solo il  Torino nel 1947-48 vinse il campionato.

#### Inconcludenza
- campionati a 16 squadre: 11 gol  Bari nel 1969-70

Media di una marcatura segnata ogni 245,45 minuti di gioco (media gol a partita 0,37)
- campionati a 18 squadre: 17 gol  Pisa nel 1988-89

Media di una marcatura segnata ogni 180 minuti di gioco (media gol a partita 0,5)
- campionati a 20 squadre: 24 gol  Treviso nel 2005-06,  Cesena nel 2011-12,  Sampdoria nel 2022-23

Media di una marcatura segnata ogni 142,5 minuti di gioco (media gol a partita 0,63)
- campionato a 21 squadre: 31 gol  Vicenza nel 1947-48

Media di una marcatura segnata ogni 116,13 minuti di gioco (media gol a partita 0.775)
Tutte queste squadre vennero retrocesse al termine del campionato.

#### Invulnerabilità
- campionati a 16 squadre: 11 gol  Cagliari nel 1969-70

Media di una marcatura subita ogni 245,45 minuti di gioco (media gol a partita 0,37)
- campionati a 18 squadre: 15 gol  Milan nel 1993-94

Media di una marcatura subita ogni 204 minuti di gioco (media gol a partita 0,44)
- campionati a 20 squadre: 20 gol  Juventus nel 2011-12 e 2015-16

Media di una marcatura subita ogni 171 minuti di gioco (media gol a partita 0,53)
- campionato a 21 squadre: 33 gol  Torino nel 1947-48

Media di una marcatura subita ogni 109,09 minuti di gioco (media gol a partita 0,83)
Tutte le squadre vinsero il campionato.

#### Vulnerabilità
- campionati a 16 squadre: 84 gol  Bari nel 1940-41

Media di una marcatura subita ogni 32,14 minuti di gioco (media gol a partita 2,8)
- campionati a 18 squadre: 91 gol  Casale nel 1933-34

Media di una marcatura subita ogni 33,63 minuti di gioco (media gol a partita 2,68)
- campionati a 20 squadre: 92 gol  Crotone nel 2020-21

Media di una marcatura subita ogni 37,17 minuti di gioco (media gol a partita 2,42)
- campionato a 21 squadre: 82 gol  Lucchese nel 1947-48

Media di una marcatura subita ogni 43,9 minuti di gioco (media gol a partita 2,05)
Di queste squadre solo la  Lucchese nel 1947-48 non fu retrocessa al termine del campionato.

#### Migliore differenza reti
- campionati a 16 squadre: 37 gol  Torino nel 1942-43 (68 gol realizzati e 31 gol subiti), e 1976-77 (51 gol realizzati e 14 gol subiti)
- campionati a 18 squadre: 60 gol  Juventus nel 1932-33 (83 gol realizzati e 23 gol subiti), e  Fiorentina 1958-59 (95 gol realizzati e 35 gol subiti)
- campionati a 20 squadre: 73 gol  Milan nel 1949-50 (118 gol realizzati e 45 gol subiti)
- campionato a 21 squadre: 92 gol  Torino nel 1947-48 (125 gol realizzati e 33 gol subiti)

#### Maggior numero di reti segnate in un campionato
Di seguito vengono indicate le sole squadre che hanno realizzato almeno 100 reti in un campionato di Serie A.
- 125 gol  Torino nel 1947-48
- 118 gol  Milan nel 1949-50
- 107 gol  Milan nel 1950-51
- 107 gol  Inter nel 1950-51
- 104 gol  Torino nel 1946-47
- 103 gol  Juventus nel 1950-51
- 100 gol  Juventus nel 1949-50

#### Minor numero di reti subite in un campionato
Di seguito vengono indicate le sole squadre che hanno subito meno di 16 reti in un campionato di Serie A.
- 11 gol  Cagliari nel 1969-70
- 12 gol  Milan nel 1968-69
- 14 gol  Torino nel 1976-77,  Juventus nel 1981-82,  Milan nel 1987-88
- 15 gol  Roma nel 1974-75,  Torino nel 1979-80,  Juventus nel 1980-81,  Milan nel 1993-94

#### Maggior numero di reti segnate in casa
- Juventus nel 1942-43 51 reti (in 15 partite)
- Juventus nel 1931-32 65 reti (in 17 partite)
- Milan nel 1949-50 73 reti (in 19 partite)
- Torino nel 1947-48 89 reti (in 20 partite)

#### Maggior numero di reti segnate in trasferta
- Torino nel 1942-43 31 reti (in 15 partite)
- Juventus nel 1959-60 41 reti (in 17 partite)
- Napoli nel 2016-17 50 reti (in 19 partite)
- Torino nel 1947-48 36 reti (in 20 partite)

#### Minor numero di reti subite in casa
- Milan nel 1968-69 2 reti (in 15 partite)
- Como nel 1984-85 2 reti (in 15 partite)
- Juventus,  Foggia nel 1965-66 e  Cagliari nel 1966-67 5 reti (in 17 partite)
- Juventus nel 2015-16 6 reti (in 19 partite)
- Modena nel 1947-48 9 reti (in 20 partite)

#### Minor numero di reti subite in trasferta
- Torino nel 1976-77 e  Juventus nel 1981-82 5 reti (in 15 partite)
- Milan nel 1993-94 6 reti (in 17 partite)
- Juventus nel 2011-12 8 reti (in 19 partite)
- Torino nel 1947-48 16 reti (in 20 partite)

#### Squadra campione con il minor numero di reti segnate
- campionati a 16 squadre: 38 gol  Fiorentina 1968-69
- campionati a 18 squadre: 36 gol  Milan nel 1993-94
- campionati a 20 squadre: 59 gol  Napoli nel 2024-25

#### Squadra campione con il maggior numero di reti subite
- campionati a 16 squadre: 37 gol  Bologna 1940-41
- campionati a 18 squadre: 44 gol  Juventus nel 1957-58
- campionati a 20 squadre: 43 gol  Juventus nel 1949-50 e 2019-20

### Maggior numero di partite consecutive senza subire gol
- 10 giornate

 Juventus nel 2015-2016
Serie aperta domenica 17 gennaio 2016: Udinese-Juventus 0-4
Serie chiusa domenica 20 marzo 2016: Torino-Juventus 1-4
 Juventus nel 2017-2018
Serie aperta sabato 6 gennaio 2018: Cagliari-Juventus 0-1
Serie chiusa sabato 31 marzo 2018: Juventus-Milan 3-1

### Maggior numero di partite consecutive da inizio campionato senza subire gol
- 7 giornate

 Bologna nel 1946-47
Serie aperta domenica 22 settembre 1946: Bologna-Venezia 4-0
Serie chiusa domenica 10 novembre 1946: Torino-Bologna 4-0
 Cagliari nel 1966-67 (712' record)
Serie aperta domenica 18 settembre 1966: Lecco-Cagliari 0-2
Serie chiusa domenica 13 novembre 1966: Juventus-Cagliari 1-0
 Milan nel 1993-94
Serie aperta domenica 29 agosto 1993: Lecce-Milan 0-1
Serie chiusa domenica 17 ottobre 1993: Foggia-Milan 1-1

### Attacchi e difese
Aggiornato alla stagione 2024-2025.

#### Miglior attacco
- Juventus: 24 volte
- Inter: 23 volte
- Milan: 17 volte
- Roma: 9 volte
- Napoli: 6 volte
- Lazio,  Torino: 5 volte
- Atalanta,  Sampdoria: 3 volte
- Bologna,  Fiorentina: 2 volte
- Genoa,  Vicenza: 1 volta

#### Miglior difesa
- Juventus: 25 volte
- Inter: 17 volte
- Milan: 14 volte
- Torino: 9 volte
- Fiorentina: 8 volte
- Roma: 6 volte
- Bologna,  Lazio,  Napoli: 4 volte
- Cagliari,  Triestina: 2 volte
- Modena,  Padova,  Perugia,  Sampdoria,  Verona: 1 volta

#### Peggior attacco
- Bari: 9 volte
- Ascoli,  Atalanta,  Brescia,  Empoli,  Lecce,  Palermo,  SPAL : 4 volte
- Bologna,  Catania,  Chievo,  Genoa,  Pescara,  Sampdoria,  Torino,  Triestina: 3 volte
- Catanzaro,  Cesena,  Fiorentina,  Lazio,  Legnano,  Padova,  Varese,  Venezia,  Verona  Vicenza: 2 volte
- Alessandria,  Ancona,  Avellino,  Casale,  Como,  Cremonese,  Foggia,  Livorno,  Lucchese,  Mantova,  Modena,  Napoli,  Novara,  Parma,  Perugia,  Piacenza,  Pisa,  Pro Vercelli,  Reggiana,  Reggina,  Sassuolo,  Treviso: 1 volta

#### Peggior difesa
- Lecce,  Pescara: 6 volte
- Palermo,  Sampdoria,  Udinese: 4 volte
- Bari,  Fiorentina,  Lazio,  Livorno,  Pro Patria,  Venezia,  Vicenza: 3 volte
- Casale,  Catania,  Como,  Cremonese,  Genoa,  Legnano,  Lucchese,  Modena,  Napoli,  Parma,  Salernitana,  Torino,  Triestina,  Varese: 2 volte
- Alessandria,  Ancona,  Ascoli,  Atalanta,  Benevento,  Bologna,  Brescia,  Cagliari,  Catanzaro,  Cesena,  Chievo,  Crotone,  Empoli,  Foggia,  Frosinone,  Lecco,  Messina,  Monza,  Novara,  Padova,  Piacenza,  Pistoiese,  Pro Vercelli,  Reggiana,  Reggina,  Siena,  Ternana,  Verona: 1 volta

#### Squadra campione con migliore attacco e migliore difesa
In 21 occasioni la squadra che ha vinto il campionato ha avuto allo stesso tempo il migliore attacco e la migliore difesa:
- Juventus: 9 volte (1932-33, 1951-52, 1980-81, 1981-82, 2001-02, 2002-03*, 2004-05, 2013-14, 2014-15)
- Inter: 5 volte (1939-40*, 1988-89, 2008-09*, 2009-10, 2023-24)
- Milan: 4 volte (1950-51*, 1954-55, 1956-57*, 1992-93*)
- Torino: 2 volte (1947-48, 1975-76)
- Napoli: 1 volta (2022-23)

(*) Miglior attacco, miglior difesa o entrambi a pari merito con altre squadre

#### Migliore attacco e migliore difesa senza vincere il campionato
- Roma (1930-31 e 2003-04)
- Torino (1976-77)

### Capocannonieri Serie A

#### Numero di capocannonieri per squadra
- Milan: 17 volte
- Inter: 14 volte
- Juventus: 13 volte
- Lazio: 11 volte
- Roma: 9 volte
- Bologna: 7 volte
- Torino: 6 volte
- Fiorentina: 5 volte
- Napoli,  Udinese: 4 volte
- Cagliari,  Sampdoria: 3 volte
- Atalanta,  Vicenza: 2 volte
- Bari,  Livorno,  Piacenza,  Verona: 1 volta

#### Doppiette (due giocatori della stessa squadra in testa alla classifica cannonieri)
- 1948-1949:  Inter (István Nyers, 26 gol, e Amedeo Amadei, 22 gol)
- 1975-1976:  Torino (Paolo Pulici, 21 gol, e Francesco Graziani*, 15 gol)
- 1987-1988:  Napoli (Diego Armando Maradona, 15 gol, e Antonio Careca, 13 gol)
- 2007-2008:  Juventus (Alessandro Del Piero, 21 gol, e David Trezeguet, 20 gol)

Nelle stagioni sopra citate in cui si sono verificate queste doppiette, solo il Torino nel 1975-1976 ha vinto il campionato.
(*) A pari merito con Roberto Bettega (Juventus)
Dall'inizio del girone unico nel 1929-1930 in ventotto occasioni il capocannoniere (o uno dei capocannonieri) del campionato faceva parte della squadra campione d'Italia. In un solo caso, nel campionato 1995-1996, il capocannoniere (Igor Protti del Bari) faceva parte di una squadra retrocessa. Nel 1972-1973, unico caso di tre capocannonieri nella storia della Serie A, nessuno dei vincitori della classifica marcatori faceva parte della squadra vincitrice del campionato.

### Partite con più reti
Tutti i campionati
16 reti:
- 1914-1915 - 1ª giornata andata Eliminatorie Girone A - 4 ottobre 1914:  Acqui- Genoa 0-16
- 1914-1915 - 1ª giornata andata Semifinali nazionali Girone D - 10 gennaio 1915:  Inter- Vicenza 16-0

15 reti:
- 1913-1914 - 3ª giornata andata Girone Lombardia - 2 novembre 1913:  Inter- AC Milanese 15-0

14 reti:
- 1909-1910 - 9ª giornata andata - 9 gennaio 1910:  Torino- US Milanese 13-1
- 1912-1913 - 2ª giornata andata Girone laziale - 10 novembre 1912:  Lazio- Pro Roma 13-1
- 1912-1913 - 3ª giornata ritorno Girone piemontese - 9 febbraio 1913:  Juventus- Torino 6-8
- 1914-1915 - 3ª giornata ritorno Eliminatorie Girone D - 22 novembre 1914:  Juventus Italia- Audax Modena 13-1
- 1920-1921 - 2ª giornata ritorno Girone Lombardia A - 21 novembre 1920:  Ausonia Pro Gorla- Inter 0-14
- 1920-1921 - 3ª giornata ritorno Girone Lombardia C - 28 dicembre 1920:  Pro Sesto- US Milanese 2-12
- 1922-1923 - 6ª giornata ritorno Girone B - 25 marzo 1923:  Bologna- Udinese 14-0
- 1925-1926 - 3ª giornata andata Campionato laziale - 6 dicembre 1925:  Lazio- Audace Roma 9-5
- 1927-1928 - 7ª giornata ritorno Girone A - 5 febbraio 1928:  Torino- Reggiana 14-0

13 reti:
- 1905 - Eliminatorie Lombardia - 19 febbraio 1905:  US Milanese- Milan 7-6
- 1909 - Semifinale lombardo-veneta - 28 marzo 1909:  US Milanese- Venezia 11-2
- 1909-1910 - Spareggio per l'assegnazione del titolo - 24 aprile 1910:  Pro Vercelli- Inter 3-10[4]
- 1914-1915 - 1ª giornata andata Eliminatorie Girone D - 4 ottobre 1914:  Milan- Audax Modena 13-0
- 1914-1915 - 4ª giornata ritorno Eliminatorie Girone E - 29 novembre 1914:  Inter- US Milanese 12-1
- 1920-1921 - 3ª giornata andata Girone Piemonte B - 5 dicembre 1920:  Alessandria-  Amatori Torino 13-0
- 1925-1926 - 4ª giornata ritorno Campionato laziale - 31 gennaio 1926:  Alba Roma- Audace Roma 11-2

Serie A
12 reti:
- 1972-1973 - 3ª giornata andata - 15 ottobre 1972:  Milan- Atalanta 9-3

11 reti:
- 1937-1938 - 15ª giornata andata - 9 gennaio 1938:  Ambrosiana-Inter- Bari 9-2
- 1942-1943 - 7ª giornata andata - 15 novembre 1942:  Genoa- Lazio 6-5
- 1949-1950 - 10ª giornata andata - 6 novembre 1949:  Inter- Milan 6-5
- 1950-1951 - 3ª giornata andata - 24 settembre 1950:  Milan- Novara 9-2
- 1950-1951 - 16ª giornata andata - 24 dicembre 1950:  Atalanta- Milan 4-7

10 reti:
- 1930-1931 - 1ª giornata ritorno - 8 febbraio 1931:  Brescia- Alessandria 7-3
- 1931-1932 - 8ª giornata ritorno - 3 aprile 1932:  Juventus- Bari 7-3
- 1931-1932 - 17ª giornata ritorno - 3 aprile 1932:  Lazio- Modena 9-1
- 1940-1941 - 14ª giornata andata - 12 gennaio 1941:  Torino- Ambrosiana-Inter 5-5
- 1941-1942 - 12ª giornata ritorno - 24 maggio 1942:  Torino- Atalanta 9-1
- 1946-1947 - 17ª giornata andata - 19 gennaio 1947:  Juventus- Venezia 7-3
- 1947-1948 - 11ª giornata ritorno - 2 maggio 1948:  Torino- Alessandria 10-0
- 1948-1949 - 7ª giornata andata - 31 ottobre 1948:  Inter- Bari 9-1
- 1948-1949 - 11ª giornata andata - 21 novembre 1948:  Lazio- Bologna 8-2
- 1948-1949 - 16ª giornata ritorno - 16 maggio 1949:  Triestina- Padova 9-1
- 1949-1950 - 6ª giornata andata - 16 ottobre 1949:  Venezia- Sampdoria 3-7
- 1949-1950 - 16ª giornata andata - 18 dicembre 1949:  Milan- Bari 9-1
- 1952-1953 - 17ª giornata andata - 18 gennaio 1953:  Udinese- Pro Patria 7-3
- 1956-1957 - 13ª giornata ritorno - 5 maggio 1957:  Juventus- Palermo 6-4
- 1960-1961 - 11ª giornata ritorno - 10 giugno 1961:  Juventus- Inter 9-1[6]
- 1961-1962 - 15ª giornata andata - 3 dicembre 1961:  Inter- Bologna 6-4
- 1988-1989 - 3ª giornata andata - 23 ottobre 1988:  Napoli- Pescara 8-2
- 1991-1992 - 17ª giornata ritorno - 24 maggio 1992:  Foggia- Milan 2-8
- 1992-1993 - 5ª giornata andata - 4 ottobre 1992:  Fiorentina- Milan 3-7
- 1994-1995 - 5ª giornata ritorno - 5 marzo 1995:  Lazio- Fiorentina 8-2
- 1995-1996 - 12ª giornata ritorno - 6 aprile 1996:  Fiorentina- Padova 6-4
- 1995-1996 - 13ª giornata ritorno - 14 aprile 1996:  Inter- Padova 8-2
- 2004-2005 - 15ª giornata ritorno - 1º maggio 2005:  Parma- Livorno 6-4
- 2016-2017 - 16ª giornata ritorno - 7 maggio 2017:  Lazio- Sampdoria 7-3
- 2022-2023 - 18ª giornata andata - 15 gennaio 2023:  Atalanta- Salernitana 8-2

#### Primati assoluti

##### Tutti i campionati

Il milanista Rivera segna il momentaneo 3-0 della sfida tra e (9-3) del campionato 1972-1973: l'incontro stabilì il record, ancora imbattuto, del numero di reti segnate in una singola partita nella storia della Serie A a girone unico

- Partita con più gol (16):  Acqui- Genoa 0-16 (1914-1915),  Inter- Vicenza 16-0 (1914-1915)
- Vittoria in casa con maggiore scarto di gol (16):  Inter- Vicenza 16-0 (1914-1915)
- Vittoria in trasferta con maggiore scarto di gol (16):  Acqui- Genoa 0-16 (1914-1915)
- Pareggio con più gol (12):  Torino- Inter 6-6 (1919-1920)

##### Serie A
- Partita con più gol (12):  Milan- Atalanta 9-3 (1972-73)
- Vittoria in casa con maggiore differenza reti (10):  Torino- Alessandria 10-0 (1947-48)
- Vittoria in trasferta con maggiore differenza reti (8):  Venezia- Padova 0-8 (1949-50),  Genoa- Milan 0-8 (1954-55)
- Pareggio con più gol (10):  Torino- Ambrosiana 5-5 (1940-41)

#### Record di tempo in vantaggio, parità e svantaggio
- Vantaggio: 100478  Juventus[7]
- Parità: 141678  Roma[8]
- Svantaggio: 58162  Fiorentina[9]

### Altri
- Il  Torino nella stagione 1942-1943 e la  Juventus nella stagione 2015-16 sono le uniche squadre, in tutti i campionati di Serie A a girone unico, ad aver vinto lo scudetto dopo aver perso le due gare iniziali (Ambrosiana-Torino 1-0 e Torino-Livorno 1-2 per il Torino nel 1942-43 e Juventus-Udinese 0-1 e Roma-Juventus 2-1 per la Juventus nel 2015-2016).
- La  Juventus è l'unica squadra ad aver superato il tetto dei 100 punti in classifica, grazie ai 102 punti totalizzati nella stagione 2013-2014 (record nel campionato italiano e sesto assoluto a livello europeo).
- L' Inter e la  Juventus sono le uniche due squadre ad aver superato il tetto dei 100 punti in un anno solare, grazie ai 104 punti totalizzati dall'Inter nel 2021 e ai 101 punti totalizzati dalla Juventus nel 2018.
- L' Inter e la  Pro Vercelli sono le uniche squadre, tra quelle che hanno partecipato, che non sono mai state promosse in massima serie. Specificamente, l'Inter è l'unica squadra sempre presente. La Pro Vercelli è, invece, l'unica compagine ad aver militato fin dalla sua fondazione (1929) che è stata relegata in cadetteria senza poi ottenere la promozione in massima categoria; gli altri club retrocessi e mai risaliti sono il  Casale, l' Avellino, la  Pistoiese, il  Treviso e il  Carpi, i quali hanno esordito nella serie rispettivamente nel 1930, nel 1978, nel 1980, nel 2005 e nel 2015.
- In tre occasioni una squadra (intesa come sezione calcistica di un club) ha vinto lo scudetto nell'anno del centenario della propria istituzione; la prima volta capitò alla  Juventus nel 1996-1997, poi al  Milan nel 1998-1999, e infine all' Inter nel 2007-2008. Se, tuttavia, prendiamo come riferimento il centesimo anniversario di fondazione delle società in quanto tali, all'elenco precedente va aggiunta la  Lazio, vincitrice del campionato nel 1999-2000.[N 22]
- Durante la partita del 23 aprile 2016 tra  Inter e  Udinese (3-1), per la prima volta tra i 22 giocatori scesi in campo dal primo minuto non ne compare nessuno di nazionalità italiana.[10]
- Il  Milan è la squadra che ha ottenuto una vittoria segnando in condizioni di maggiore inferiorità numerica, 9 contro 11. In Bologna-Milan dell'8 febbraio 2017, i rossoneri trovarono il gol del definitivo 0-1 all'89º minuto dopo avere subito due espulsioni al 36º al 59º minuto.[11]
- La partita tra  Lucchese e  Novara del 26 dicembre 1948 fu l'unica ad essere iniziata senza 22 giocatori in campo. Dei 12 giocatori che la squadra piemontese portò a Lucca, infatti, due ebbero febbre alta e si rivelarono indisponibili, obbligando gli ospiti a scendere in campo in 10 uomini: l'incontro terminò 5-1.[12][13]
- Il  Milan nel 2020-2021 è la squadra che si è vista assegnare il maggior numero di rigori (20) in una singola stagione[14].
- La partita  Sassuolo -  Salernitana del 2 ottobre 2022, terminata 5-0 per i neroverdi, è stata la prima ad essere diretta da un arbitro donna, nello specifico da Maria Sole Ferrieri Caputi della sezione di Livorno.
- Lo  Spezia è l'unica squadra di cui si hanno dati certi (dalla stagione 2004-2005) ad aver vinto una partita senza tirare in porta. In  Napoli-Spezia del 22 dicembre 2021, i liguri vinsero 1-0 grazie a un'autorete di Juan Jesus e per tutta la gara non effettuarono alcun tiro verso lo specchio avversario.[15]

## Record di calciatori
In grassetto i giocatori ancora in attività in Serie A.

### Record di presenze

#### Classifica presenze

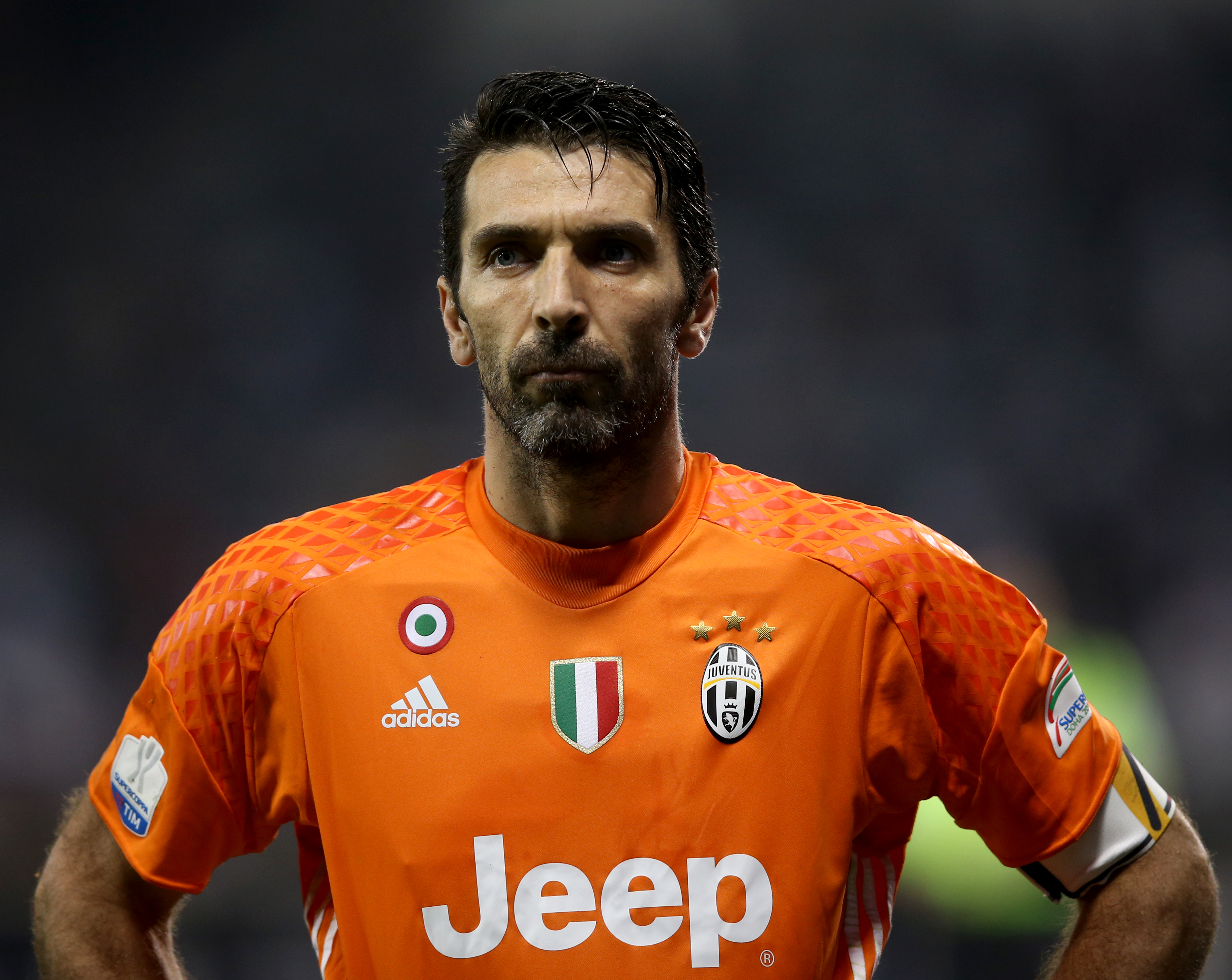
Gianluigi Buffon è il giocatore più presente nella storia del torneo.

Primi 20 giocatori per numero di presenze assolute:
Statistiche aggiornate al termine della Serie A 2023-2024.
1. Gianluigi Buffon 657
2. Paolo Maldini 647[N 23]
3. Francesco Totti 619
4. Javier Zanetti 615
5. Gianluca Pagliuca 592
6. Dino Zoff 570
7. Samir Handanovič 565
8. Pietro Vierchowod 562
9. Fabio Quagliarella 556
10. Roberto Mancini 541
11. Silvio Piola 537
12. Enrico Albertosi 532
13. Gianni Rivera 527
14. Giuseppe Bergomi 519
15. Alberto Gilardino 514
16. Andrea Consigli 510
17. Antonio Candreva 502
18. Ciro Ferrara 500
19. Giovanni Galli 496
20. Tarcisio Burgnich 494

#### Presenze consecutive
Dino Zoff dal 1972 al 1983 ne disputò 332:  Napoli (2),  Juventus (330).

#### Numero di campionati
- Più campionati disputati consecutivamente e con la stessa squadra: 25,  Paolo Maldini (dal 1984-85 al 2008-09,  Milan) e  Francesco Totti (dal 1992-93 al 2016-17,  Roma)[17]

#### Presenze per squadra

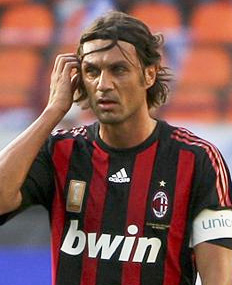
Paolo Maldini è il giocatore con più presenze nella stessa squadra.

- Più presenze con la stessa squadra:  Paolo Maldini, 647 ( Milan dal 20 gennaio 1985 al 31 maggio 2009)
- Maggior numero di squadre nelle quali ha militato un calciatore:  Nicola Amoruso, 13:  Sampdoria (1993-1994),  Padova (1995-1996),  Juventus (1996-1999 e 2001-2002),  Perugia (1999-2000 e 2002),  Napoli (2000-2001),  Como (2003),  Modena (2003-2004),  Messina (2004-2005),  Reggina (2005-2008),  Torino (2008),  Siena (2009),  Parma (2009-2010),  Atalanta (2010)

#### Maggior numero di retrocessioni e con più squadre diverse
Fabio Pecchia, 5 ( Sampdoria 1998-1999,  Torino 1999-2000,  Napoli 2000-2001,  Como 2002-2003,  Ascoli 2006-2007)

### Giocatori pluriscudettati

#### Classifica per scudetti vinti
Primi 13 giocatori per numero di scudetti vinti nella Serie A a girone unico:
1. Gianluigi Buffon 10
2. Leonardo Bonucci 9
3. Giorgio Chiellini 9
4. Andrea Barzagli 8
5. Giovanni Ferrari 8
6. Giuseppe Furino 8
7. Roberto Bettega 7
8. Alessandro Costacurta 7
9. Ciro Ferrara 7
10. Stephan Lichtsteiner 7
11. Paolo Maldini 7
12. Claudio Marchisio 7
13. Gaetano Scirea 7

#### Maggior numero di campionati vinti consecutivamente
Giorgio Chiellini, 9 ( Juventus)

#### Campionati vinti per squadra
- Più campionati vinti con una sola squadra:  Gianluigi Buffon, 10 ( Juventus)
- Vincitori di campionati con il maggior numero (3) di squadre:  Giovanni Ferrari 8 ( Juventus 5,  Ambrosiana-Inter 2,  Bologna 1),  Pierino Fanna 5 ( Juventus 3,  Verona 1,  Inter 1),  Filippo Cavalli 4 ( Torino 1,  Juventus 2,  Inter 1),  Sergio Gori 4 ( Inter 2,  Cagliari 1,  Juventus 1),  Aldo Serena 4 ( Juventus 1,  Inter 1,  Milan 2),  Attilio Lombardo 3 ( Sampdoria 1,  Juventus 1,  Lazio 1).

### Cannonieri

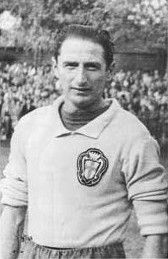
Silvio Piola è il miglior marcatore nella storia del campionato.

#### Numero di reti
Primi 12 giocatori per numero di reti assolute:
1. Silvio Piola 274
2. Francesco Totti 250
3. Gunnar Nordahl 225
4. Giuseppe Meazza 216
5. José Altafini 216
6. Antonio Di Natale 209
7. Roberto Baggio 205
8. Ciro Immobile 201
9. Kurt Hamrin 190
10. Giuseppe Signori 188
11. Alessandro Del Piero 188
12. Alberto Gilardino 188

#### Maggior numero di gol in un campionato (dal 1929-30)
Marcatori con almeno 30 reti in un torneo
| Pos. | Naz.                                     | Nome              | Stagione  | Club             | Gol | Partite | Media |
| ---- | ---------------------------------------- | ----------------- | --------- | ---------------- | --- | ------- | ----- |
| 1    | Argentina (bandiera)                     | Gonzalo Higuaín   | 2015-2016 | Napoli           | 36  | 35      | 1,029 |
| 1    | Italia (bandiera)                        | Ciro Immobile     | 2019-2020 | Lazio            | 36  | 37      | 0,972 |
| 3    | Svezia (bandiera)                        | Gunnar Nordahl    | 1949-1950 | Milan            | 35  | 37      | 0,946 |
| 4    | Svezia (bandiera)                        | Gunnar Nordahl    | 1950-1951 | Milan            | 34  | 37      | 0,919 |
| 5    | Argentina (bandiera) · Italia (bandiera) | Antonio Angelillo | 1958-1959 | Inter            | 33  | 33      | 1,000 |
| 6    | Portogallo (bandiera)                    | Cristiano Ronaldo | 2019-2020 | Juventus         | 31  | 33      | 0,939 |
| 6    | Italia (bandiera)                        | Giuseppe Meazza   | 1929-1930 | Ambrosiana-Inter | 31  | 33      | 0,939 |
| 6    | Italia (bandiera)                        | Felice Borel II   | 1933-1934 | Juventus         | 31  | 34      | 0,912 |
| 6    | Ungheria (bandiera)                      | István Nyers      | 1950-1951 | Inter            | 31  | 36      | 0,861 |
| 6    | Italia (bandiera)                        | Luca Toni         | 2005-2006 | Fiorentina       | 31  | 38      | 0,816 |
| 11   | Ungheria (bandiera)                      | István Nyers      | 1949-1950 | Inter            | 30  | 36      | 0,833 |
| 11   | Danimarca (bandiera)                     | John Hansen       | 1951-1952 | Juventus         | 30  | 37      | 0,811 |

 István Nyers nel 1949-1950 e nel 1950-1951, e   Cristiano Ronaldo nel 2019-2020, sono gli unici calciatori che non sono riusciti a vincere la classifica marcatori in una stagione in cui hanno realizzato almeno 30 reti.

#### Militanza

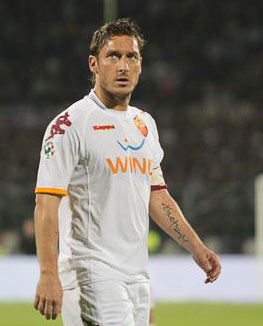
Francesco Totti è primo nella classifica dei gol segnati con la stessa maglia.

- Più gol con la stessa squadra:  Francesco Totti, 250 ( Roma dal 4 settembre 1994 al 25 settembre 2016)
- Più partite senza segnare mai (eccetto i portieri):  Francesco Janich, 425 ( Atalanta 38,  Lazio 93,  Bologna 294)[19][20]

- Maggior numero di squadre nelle quali un calciatore ha realizzato gol: 12

 Nicola Amoruso:  Sampdoria (1993-1994),  Padova (1995-1996),  Juventus (1996-1999),  Perugia (1999-2000),  Napoli (2000-2001),  Como (2003),  Modena (2003-2004),  Messina (2004-2005),  Reggina (2005-2008),  Torino (2008),  Parma (2009),  Atalanta (2010);
 Marco Borriello:  Empoli (2003),  Reggina (2004-2005),  Sampdoria (2005-2006),  Treviso (2006),  Milan (2006-2007 e 2008-2010),  Genoa (2007-2008 e 2012-2013),  Roma (2010-2011 e 2013-2014),  Juventus (2012),  Carpi (2015-2016),  Atalanta (2016),  Cagliari (2016-2017),  SPAL (2017-2018)

#### Marcature consecutive
- Più giornate consecutive in gol:  Gabriel Batistuta, 11 ( Fiorentina, 1994-1995)[N 25]
- Più giornate consecutive in gol dall'inizio del campionato:  Gabriel Batistuta, 11 ( Fiorentina, 1994-1995)
- Più partite consecutive in gol in assoluto:  Gabriel Batistuta, 13 ( Fiorentina)[N 26][22]
- Più partite consecutive in gol all'interno dello stesso campionato:  Gabriel Batistuta ( Fiorentina, 1994-1995)[N 25],  Fabio Quagliarella ( Sampdoria, 2018-2019)[N 27],  Cristiano Ronaldo ( Juventus, 2019-2020)[N 28], 11[23]
- Più stagioni consecutive in gol:  Francesco Totti, 23 (dal 1994-95 al 2016-17,  Roma)[24]

#### Tempo di gioco
- Gol più veloce:  Rafael Leão, 6,76 secondi,  Milan (20 dicembre 2020 contro il  Sassuolo)[25]
- Gol più tardivo: Lazar Samardžić, 90+14' minuti,  Udinese (19 maggio 2024 contro l' Empoli)

#### Maggior numero di marcatori
- Per una squadra in una partita: 7,  Atalanta (15 gennaio 2023 contro la  Salernitana)[26]
- In assoluto in una partita: 9,  Atalanta- Salernitana 8-2 (15 gennaio 2023)
- Per una squadra in un campionato: 20,  Juventus, 2011-2012[27]

### Marcatori più giovani
I 20 calciatori più giovani ad aver segnato
1. Amedeo Amadei 15 anni e 287 giorni (Serie A 1936-1937,  Roma)
2. Gianni Rivera 16 anni e 68 giorni (Serie A 1959-1960,  Alessandria)
3. Pietro Pellegri 16 anni e 72 giorni (Serie A 2016-2017,  Genoa)
4. Gino Colaussi 16 anni e 243 giorni (Serie A 1930-1931,  Triestina)
5. Renato Buso 16 anni e 304 giorni (Serie A 1986-1987,  Juventus)
6. Roberto Mancini 16 anni e 311 giorni (Serie A 1981-1982,  Bologna)
7. Khouma El Babacar 17 anni e 3 giorni (Serie A 2009-2010,  Fiorentina)
8. Bruno Nicolè 17 anni e 14 giorni (Serie A 1956-1957,  Padova)
9. Giorgio De Giorgis 17 anni e 21 giorni (Serie A 1974-1975,  Sampdoria)
10. Silvio Piola 17 anni e 34 giorni (Serie A 1930-1931,  Pro Vercelli)
11. Stefano Okaka 17 anni e 38 giorni (Serie A 2006-2007,  Roma)
12. Giambattista Moschino 17 anni e 60 giorni (Serie A 1955-1956,  Novara)
13. Richmond Boakye 17 anni e 65 giorni (Serie A 2009-2010,  Genoa)
14. Moise Kean 17 anni e 88 giorni (Serie A 2016-2017,  Juventus)
15. Mario Corso 17 anni e 97 giorni (Serie A 1958-1959,  Inter)
16. Amad Diallo 17 anni e 108 giorni (Serie A 2019-2020,  Atalanta)
17. Giuliano Fiorini 17 anni e 117 giorni (Serie A 1974-1975,  Bologna)
18. Adolfo Agosti 17 anni e 129 giorni (Serie A 1929-1930,  Cremonese)
19. Alessandro Capponi 17 anni e 129 giorni (Serie A 1936-1937,  Lazio)
20. Giancarlo Bacci 17 anni e 129 giorni (Serie A 1948-1949,  Lucchese)

### Marcatori più anziani
I 20 calciatori più vecchi ad aver segnato.
1. Zlatan Ibrahimović 41 anni e 166 giorni (Serie A 2022-2023,  Milan)[N 30]
2. Alessandro Costacurta 41 anni e 25 giorni (Serie A 2006-2007,  Milan)
3. Silvio Piola 40 anni e 131 giorni (Serie A 1953-1954,  Novara)
4. Fabio Quagliarella 40 anni e 109 giorni (Serie A 2022-2023,  Sampdoria)
5. Pietro Vierchowod 40 anni e 47 giorni (Serie A 1998-1999,  Piacenza)
6. Francesco Totti 39 anni e 364 giorni (Serie A 2016-2017,  Roma)
7. Sergio Pellissier 39 anni e 290 giorni (Serie A 2018-2019,  Chievo)
8. Paolo Maldini 39 anni e 278 giorni (Serie A 2007-2008,  Milan)
9. Bruno Alves 39 anni e 170 giorni (Serie A 2020-2021,  Parma)
10. Carlo Reguzzoni 39 anni e 107 giorni (Serie A 1947-1948,  Pro Patria)
11. Rodrigo Palacio 39 anni e 101 giorni (Serie A 2020-2021,  Bologna)
12. Néstor Sensini 39 anni e 88 giorni (Serie A 2005-2006,  Udinese)
13. Luca Toni 38 anni e 348 giorni (Serie A 2015-2016,  Verona)
14. Gianfranco Zola 38 anni e 328 giorni (Serie A 2004-2005,  Cagliari)
15. Filippo Inzaghi 38 anni e 278 giorni (Serie A 2011-2012,  Milan)
16. Sergio Floccari 38 anni e 232 giorni (Serie A 2019-2020,  SPAL)
17. Antonio Di Natale 38 anni e 215 giorni (Serie A 2015-2016,  Udinese)
18. Nils Liedholm 38 anni e 169 giorni (Serie A 1960-1961,  Milan)
19. Matteo Brighi 38 anni e 94 giorni (Serie A 2018-2019,  Empoli)
20. Mario Frustalupi 38 anni e 79 giorni (Serie A 1980-1981,  Pistoiese)

### Plurimarcatori
6 reti
- Silvio Piola: ( Pro Vercelli- Fiorentina 7-2, 1933-34)
- Omar Sívori: ( Juventus- Inter 9-1, 1960-61)[N 31]

5 reti
- Italo Rossi: ( Pro Patria- Roma 6-1, 1929-30)
- Giovanni Vecchina: ( Padova- Pro Patria 7-0, 1929-30)
- Cesare Augusto Fasanelli: ( Roma- Livorno 7-1, 1930-31)
- Giuseppe Meazza: ( Ambrosiana- Bari 9-2, 1937-38)
- Guglielmo Gabetto: ( Juventus- Bari 6-2, 1939-40)
- István Mike Mayer: ( Bologna- Livorno 6-2, 1948-49)
- Bruno Ispiro: ( Triestina- Padova 9-1, 1948-49)
- Emanuele Del Vecchio: ( Verona- Sampdoria 5-3, 1957-58)
- Carlo Galli: ( Milan- Lazio 6-1, 1957-58)
- Antonio Angelillo: ( Inter- SPAL 8-0, 1958-59)
- Kurt Hamrin: ( Atalanta- Fiorentina 1-7, 1963-64)
- Roberto Pruzzo: ( Roma- Avellino 5-1, 1985-86)
- Miroslav Klose: ( Lazio- Bologna 6-0, 2012-13)[30]

#### Marcature multiple
- Maggior numero di doppiette realizzate:  Silvio Piola e  Gunnar Nordahl, 51[31][N 32][32][33]
- Maggior numero di triplette realizzate:  Gunnar Nordahl, 17 ( Milan)[34][N 33]
- Tripletta più veloce realizzata:  Valentino Mazzola, 120 secondi,  Torino (20 aprile 1947 contro il Vicenza)[35]
- Maggior numero di reti segnate da un giocatore subentrato in una partita:  Lautaro Martinez, 4  Inter (30 settembre 2023 contro la Salernitana)[36]

#### Marcature multiple per età
- Più giovane calciatore a realizzare una doppietta:  Pietro Pellegri, 16 anni e 184 giorni,  Genoa (17 settembre 2017 contro la  Lazio)[37]
- Più vecchio calciatore a realizzare una doppietta:  Zlatan Ibrahimović, 40 anni e 48 giorni,  Milan (20 novembre 2021 contro la  Fiorentina)
- Più giovane calciatore a realizzare una tripletta:  Silvio Piola, 17 anni e 132 giorni,  Pro Vercelli (8 febbraio 1931 contro il  Napoli)[38]
- Più vecchio calciatore a realizzare una tripletta:  Rodrigo Palacio, 39 anni e 86 giorni,  Bologna (2 maggio 2021 contro la  Fiorentina)[39]
- Più giovane calciatore a realizzare una quaterna:  Silvio Piola, 18 anni e 54 giorni,  Pro Vercelli (22 novembre 1931 contro l' Alessandria)[40]
- Più vecchio calciatore a realizzare una quaterna:  Mihály Kincses, 33 anni e 49 giorni,  Lucchese (27 maggio 1951 contro l' Atalanta)[41]
- Più giovane calciatore a realizzare una cinquina:  Antonio Angelillo, 21 anni e 37 giorni,  Inter (12 ottobre 1958 contro la  SPAL)
- Più vecchio calciatore a realizzare una cinquina:  Miroslav Klose, 34 anni e 330 giorni,  Lazio (5 maggio 2013 contro il  Bologna)[30]
- Più giovane calciatore a realizzare 6 gol in una partita:  Silvio Piola, 20 anni e 30 giorni,  Pro Vercelli (29 ottobre 1933 contro la  Fiorentina)
- Più vecchio calciatore a realizzare 6 gol in una partita:  Omar Sívori, 25 anni e 251 giorni,  Juventus (10 giugno 1961 contro l' Inter)[N 31]

### Capocannonieri
- Più volte capocannoniere:  Gunnar Nordahl, 5 ( Milan, 1949-50, 1950-51, 1952-53, 1953-54 e 1954-55)
- Più volte capocannoniere consecutivamente:  Gunnar Nordahl, 3 ( Milan, 1952-53, 1953-54 e 1954-55),  Michel Platini, 3 ( Juventus, 1982-83, 1983-84 e 1984-85)
- Capocannoniere con 2 squadre diverse:  Zlatan Ibrahimović ( Inter nel 2008-2009,  Milan nel 2011-2012),  Luca Toni ( Fiorentina nel 2005-2006,  Verona nel 2014-2015) e  Ciro Immobile ( Torino nel 2013-2014,  Lazio nel 2017-2018, 2019-2020 e 2021-2022)
- Capocannoniere più giovane:  Felice Borel II, 19 anni e 85 giorni ( Juventus, 1932-1933)[42]
- Capocannoniere più vecchio:  Luca Toni, 38 anni e 5 giorni ( Verona, 2014-2015)[43]
- Capocannonieri con il maggior numero di gol in una singola stagione: 36,  Gonzalo Higuaín ( Napoli, 2015-2016),  Ciro Immobile ( Lazio 2019-2020)
- Capocannonieri con il minor numero di gol in una singola stagione: 15,  Pierino Prati ( Milan, 1967-1968),  Roberto Pruzzo ( Roma, 1981-1982) e  Diego Armando Maradona ( Napoli, 1987-1988)
- Capocannoniere con la migliore media gol in stagione: 1,04 gol a partita  Christian Vieri ( Inter nel 2002-2003)
- Capocannoniere con la peggiore media gol in stagione: 0,52 gol a partita  Sandro Mazzola ( Inter nel 1964-65)
- Felice Borel II ( Juventus), 1932-1933,  Christian Vieri ( Inter), 2002-2003,  Gonzalo Higuaín ( Napoli), 2015-2016 sono gli unici capocannonieri ad aver realizzato un numero di reti superiore a quello delle presenze in un campionato.

### Calci piazzati
- Maggior numero di rigori consecutivi realizzati:  Roberto Boninsegna, 19 ( Inter dall'8 febbraio 1970 al 16 dicembre 1973)[44]
- Maggior numero di rigori realizzati in assoluto e con la stessa squadra:  Francesco Totti, 71 ( Roma tra il 1994 e il 2016)
- Maggior numero di rigori realizzati in una singola stagione:  Ciro Immobile, 14 ( Lazio, 2019-2020)[45]
- Miglior rigorista con più squadre diverse:  Nicola Amoruso, 9 ( Padova 2,  Juventus 1,  Perugia 2,  Napoli 2,  Modena 1,  Messina 1,  Reggina 8,  Torino 2,  Parma 2)
- Maggior numero di calci di punizione diretti realizzati:  Siniša Mihajlović,[46] 28[50][53][55]
- Calci di punizione realizzati in una partita con entrambi i piedi:  Simone Verdi in  Bologna - Crotone 2-3 (4 novembre 2017)
- Maggior numero di reti segnate su calcio di punizione in una partita: 3  Giuseppe Signori in  Lazio - Atalanta 3-1 (10 aprile 1994),  Sinisa Mihajlovic in  Lazio - Sampdoria 5-2 (13 dicembre 1998)[56]
- Maggior numero di reti segnate su calcio di punizione in una stagione: 5:  Cristiano Lucarelli (2004-05)  Livorno,  Alessandro Del Piero (2008-09)  Juventus,  Francesco Lodi (2012-13)  Catania,  Andrea Pirlo (2012-13)  Juventus

### Avversari
- Maggior numero di squadre a cui un calciatore ha realizzato almeno 1 gol: 39,  Alberto Gilardino.[57][58]:  Venezia,  Bari,  Torino,  Udinese,  Brescia,  Lazio,  Lecce,  Bologna,  Empoli,  Chievo,  Piacenza,  Perugia,  Reggina,  Siena,  Sampdoria,  Roma,  Modena,  Milan,  Juventus,  Ancona,  Inter,  Atalanta,  Palermo,  Fiorentina,  Cagliari,  Livorno,  Treviso,  Messina,  Catania,  Ascoli,  Genoa,  Napoli,  Bari,  Cesena,  Pescara,  Sassuolo,  Frosinone,  Carpi,  Verona (dal 2000 al 2016)
- Maggior numero di gol di un calciatore contro la stessa squadra: 22,  Silvio Piola contro il  Milan[59][60]

### Autogol
Primi 13 giocatori per numero di autogol.
1. Franco Baresi 8 ( Milan)
2. Riccardo Ferri 8 ( Inter)
3. Francesco Morini 7 ( Sampdoria,  Juventus)
4. Sergio Santarini 7 ( Roma,  Catanzaro)
5. Luigi Apolloni 6 ( Parma,  Verona)
6. Giulio Corsini 6 ( Atalanta,  Roma,  Mantova)
7. Ciro Ferrara 6 ( Napoli,  Juventus)
8. Armando Ferroni 6 ( Fiorentina,  Avellino,  Genoa)
9. Giacomo Losi 6 ( Roma)
10. Armando Picchi 6 ( Inter,  Varese)
11. Sandro Salvadore 6 ( Milan,  Juventus)
12. Matteo Villa 6 ( Cagliari)
13. Luigi Zannier 6 ( Atalanta,  Milan,  Padova,  Catania)

### Assist
- Primi 10 calciatori per numero di assist: [64]

1. Francesco Totti 158
2. Roberto Baggio 117
3. Alessandro Del Piero 107
4. Gianni Rivera 105
5. Antonio Cassano 101
6. Andrea Pirlo 101
7. Antonio Candreva 100
8. Marek Hamsik 82
9. Roberto Insigne 74
10. Miralem Pjanic 73

- Più assist in un singolo campionato:  Ronaldinho ( Milan), 18 (Serie A 2009-2010)[65]
- Calciatore più anziano a realizzare un assist:  Zlatan Ibrahimović ( Milan), a 40 anni e 203 giorni (24 aprile 2022 contro la  Lazio).[66]

### Giocatori di movimento che hanno parato un calcio di rigore
- Giovanni Barberis ( Pro Vercelli, 1934-1935)
- Giancarlo Cella ( Torino, 1960-1961)
- Fábio Bilica ( Venezia, 1999-2000)

### Imbattibilità del portiere

#### Imbattibilità assoluta
Prime 10 serie di imbattibilità di un portiere (in minuti):
1. Gianluigi Buffon, 2015-2016 ( Juventus): 974[N 35]
2. Sebastiano Rossi, 1993-1994 ( Milan): 929[N 36]
3. Dino Zoff, 1972-1973 ( Juventus): 903[N 37]
4. Mario Da Pozzo, 1963-1964 ( Genoa): 792[N 38]
5. Gianluigi Buffon, 2017-2018 ( Juventus): 791[N 39]
6. Ivan Pelizzoli, 2003-2004 ( Roma): 774[N 40]
7. Davide Pinato, 1996-1997 ( Atalanta): 758[N 41]
8. Gianluigi Buffon, 2013-2014 ( Juventus): 745[N 42]
9. Luca Marchegiani, 1997-1998 ( Lazio): 745[N 43]
10. Morgan De Sanctis, 2013-2014 ( Roma): 744[N 44]

#### Imbattibilità in casa
Luciano Castellini ( Napoli) tra il 27 febbraio 1983 ed il 29 gennaio 1984 riuscì a non subire reti sul proprio campo per 12 partite intere e due spezzoni pari a 1188 minuti.

#### Imbattibilità in trasferta
Sebastiano Rossi ( Milan) restò imbattuto in trasferta tra il 7 novembre 1993 ed il 27 marzo 1994 per 8 partite intere e due spezzoni pari a 825 minuti.

#### Imbattibilità dall'inizio del campionato
Adriano Reginato ( Cagliari) restò imbattuto dalla prima giornata fino al minuto 82 dell'ottava giornata del campionato 1966-67 per complessivi 712 minuti.

#### Imbattibilità nei calci di rigore
- Maggior numero di rigori parati:  Samir Handanovič, 26 ( Udinese 14,  Inter 12)[69]
- Maggior numero di rigori parati con la stessa squadra:  Samir Handanovič, 14 ( Udinese)
- Maggior numero di rigori parati in una singola stagione:  Samir Handanovič, 6 ( Udinese, 2010-2011)[70]
- Maggior numero di rigori parati consecutivamente:  Arnaldo Sentimenti, 9 ( Napoli, serie terminata il 17 maggio 1942 contro il  Modena)[71]

#### Reti inviolate
Maggior numero di partite senza subire gol in una singola stagione:
- Fabio Cudicini: 21,  Milan, Serie A 1968-1969 (campionato a 16 squadre)
- Sebastiano Rossi: 21,  Milan, Serie A 1993-1994 (campionato a 18 squadre)
- Gianluigi Buffon: 21,  Juventus, Serie A 2011-2012 (campionato a 20 squadre)
- Morgan De Sanctis: 21,  Roma, Serie A 2013-2014 (campionato a 20 squadre)
- Gianluigi Buffon: 21,  Juventus, Serie A 2015-2016 (campionato a 20 squadre)
- Ivan Provedel: 21,  Lazio, Serie A 2022-2023 (campionato a 20 squadre)

### Reti del portiere
1. Lucidio Sentimenti ( Modena e  Lazio) 4[74]
2. Antonio Rigamonti ( Como) 3[75]
3. Michelangelo Rampulla ( Cremonese) 1
4. Massimo Taibi ( Reggina) 1
5. Alberto Brignoli ( Benevento) 1

### Reti del portiere su azione
- Michelangelo Rampulla ( Cremonese 1991-1992)
- Massimo Taibi ( Reggina 2000-2001)
- Alberto Brignoli ( Benevento 2017-2018)

#### Record
- Lucidio Sentimenti fu il primo portiere a segnare un gol, il 17 maggio 1942, e realizzò un altro calcio di rigore nel campionato di Divisione Nazionale 1945-1946 con la maglia della  Juventus.
- Antonio Rigamonti realizzò altri tre rigori in Serie B con la maglia del  Como[76], diventando in questo modo il portiere con più gol segnati in Italia nel calcio professionistico.
- Michelangelo Rampulla è stato il primo portiere a segnare un gol su azione, il 23 febbraio 1992 in Atalanta -  Cremonese.

### Espulsioni

#### Espulsioni complessive
Primi 22 giocatori per numero di cartellini rossi:
1. Paolo Montero 16
2. Luigi Di Biagio 12
3. Giulio Falcone 12
4. Cristian Ledesma 12
5. Sulley Muntari 12
6. Giampiero Pinzi 12
7. Massimo Ambrosini 11
8. Giuseppe Bergomi 11
9. Giuseppe Biava 11
10. Daniele Conti 11
11. Fernando Couto 11
12. Felipe 11
13. Giorgio Ferrini 11[N 45]
14. Francesco Totti 11
15. Amarildo 10
16. David Balleri 10
17. Giovanni Bia 10
18. Paolo Cannavaro 10
19. Matuzalém 10
20. Philippe Mexès 10
21. Siniša Mihajlović 10
22. Omar Sívori 10[N 45]

#### Per tipologia di cartellini
- Doppia ammonizione:  Giampiero Pinzi, 9 ( Udinese 8,  Chievo 1)
- Rosso diretto:  Paolo Montero, 13 ( Atalanta 6,  Juventus 7)

#### Maggior numero di espulsioni in una singola stagione
- 5  Luigi Apolloni ( Verona, 2000-2001, in 23 presenze),  Gabriel Paletta ( Milan, 2016-2017, in 30 presenze)[80]

#### Maggior numero di espulsioni in una singola partita
5, in  Sampdoria- Piacenza 3-1 del 19 ottobre 1997, conclusasi in 8 contro 9.

#### Espulsione più veloce dall'inizio della partita
Mattia De Sciglio, 42 secondi ( Milan, in Napoli-Milan 3-0 del 3 maggio 2015).

#### Espulsione più veloce dall'ingresso in campo
Giuseppe Lorenzo, 10 secondi ( Bologna, in Parma-Bologna 1-1 del 9 dicembre 1990).

### Ammonizioni

#### Ammonizioni complessive
Primi 10 giocatori per numero di cartellini gialli
1. Giampiero Pinzi 147
2. Daniele Conti 146
3. Daniele De Rossi 124
4. Massimo Ambrosini 115
5. Alessandro Lucarelli 112
6. Luca Cigarini 111
7. Francesco Totti 109
8. Paolo Cannavaro 106
9. Felipe 106
10. Luigi Di Biagio 104

#### Maggior numero di ammonizioni in una stagione
Daniele Conti, 16 ( Cagliari, 2012-2013)

### Calciatori più anziani
I 20 calciatori più anziani il giorno dell'ultima presenza.
1. Marco Ballotta 44 anni e 38 giorni (11 maggio 2008,  Lazio)
2. Gianluigi Buffon 43 anni e 104 giorni (12 maggio 2021,  Juventus)
3. José Manuel Reina 42 anni e 265 giorni (23 maggio 2025,  Como)
4. Francesco Antonioli 42 anni e 235 giorni (6 maggio 2012,  Cesena)
5. Gianluca Pegolo  41 anni e 303 giorni (22 gennaio 2023,  Sassuolo)
6. Alberto Fontana 41 anni e 297 giorni (15 novembre 2008,  Palermo)
7. Roberto Colombo 41 anni e 234 giorni (15 aprile 2017,  Cagliari)[87]
8. Zlatan Ibrahimović 41 anni e 166 giorni (18 marzo 2023,  Milan)[N 46]
9. Dino Zoff 41 anni e 76 giorni (15 maggio 1983,  Juventus)
10. Alessandro Costacurta 41 anni e 25 giorni (19 maggio 2007,  Milan)
11. Pietro Vierchowod 41 anni e 10 giorni (16 aprile 2000,  Piacenza)
12. Paolo Maldini 40 anni e 339 giorni (31 maggio 2009,  Milan)
13. Antonio Mirante 40 anni e 322 giorni (25 maggio 2024,  Milan)
14. Javier Zanetti 40 anni e 281 giorni (18 maggio 2014,  Inter)
15. Francesco Totti 40 anni e 243 giorni (28 maggio 2017,  Roma)
16. Daniele Balli 40 anni e 231 giorni (4 maggio 2008,  Empoli)
17. Albano Bizzarri 40 anni e 192 giorni (20 maggio 2018,  Udinese)
18. Silvio Piola 40 anni e 159 giorni (7 marzo 1954,  Novara)
19. Alex Cordaz 40 anni e 153 giorni (3 giugno 2023,  Inter)
20. Fabio Quagliarella 40 anni e 124 giorni (4 giugno 2023,  Sampdoria)

Merita di essere menzionato Adolfo Baloncieri, che disputò una partita di Divisione Nazionale 1943-1944 all'età di 46 anni, 8 mesi e 27 giorni nelle file dell'Alessandria.

#### Esordio
- Più vecchio esordiente:  Maurizio Pugliesi, 39 anni e 140 giorni,  Empoli (15 maggio 2016 contro il  Torino)[N 47][89]

### Calciatori più giovani
I 20 calciatori più giovani il giorno dell'esordio.
1. Francesco Camarda 15 anni e 260 giorni (25 novembre 2023[90],  Milan)
2. Wisdom Amey 15 anni e 274 giorni (12 maggio 2021[91],  Bologna)
3. Amedeo Amadei 15 anni e 280 giorni (2 maggio 1937[92],  Roma)
4. Pietro Pellegri 15 anni e 280 giorni (22 dicembre 2016[92],  Genoa)
5. Gianni Rivera 15 anni e 288 giorni (2 giugno 1959[93],  Alessandria)
6. Aristide Rossi 15 anni e 294 giorni (29 giugno 1930[94],  Cremonese)
7. Giuseppe Campione 15 anni e 298 giorni (25 giugno 1989[95],  Bologna)
8. Eddie Salcedo 15 anni e 323 giorni (20 agosto 2017[96],  Genoa)
9. Valeri Božinov 15 anni e 346 giorni (27 gennaio 2002[95],  Lecce)
10. Andrea Pirlo 16 anni e 2 giorni (21 maggio 1995[97],  Brescia)
11. Stephan El Shaarawy 16 anni e 55 giorni (21 dicembre 2008[98],  Genoa)
12. Simone Pafundi 16 anni e 69 giorni (22 maggio 2022[99],  Udinese)
13. Lorenzo Tassi 16 anni e 99 giorni (22 maggio 2011[100],  Brescia)
14. Chaka Traorè 16 anni e 108 giorni (10 aprile 2021,  Parma)
15. Stefano Okaka 16 anni e 131 giorni (18 dicembre 2005[100],  Roma)
16. Paolo Pupita 16 anni e 134 giorni (28 gennaio 1990[100],  Cesena)
17. Lampros Choutos 16 anni e 136 giorni (21 aprile 1996[101],  Roma)
18. Silvio Piola 16 anni e 140 giorni (16 febbraio 1930,  Pro Vercelli)
19. Tommaso Maestrelli 16 anni e 142 giorni (26 febbraio 1939,  Bari)
20. Siriki Sanogo 16 anni e 142 giorni (12 maggio 2018,  Benevento)

### Parentela
- Maggior numero di generazioni di una famiglia in Serie A, con la stessa squadra e che hanno vinto almeno un titolo : 3  Cesare (1954-1966), Paolo (1984-2009) e Daniel Maldini (2019-2022)  Milan[102]
- Maggior numero di fratelli in Serie A: 4  Arnaldo, Vittorio, Lucidio e Primo Sentimenti[103]
- Maggior numero di presenze per fratelli: 1260  Arnaldo (167), Vittorio (362), Lucidio (404) e Primo Sentimenti (327)[104]
- Maggior numero di presenze per gemelli: 508  Antonio (303) ed Emanuele Filippini (205)[105]
- Maggior numero di presenze per padre e figlio: 1058  Cesare (411) e Paolo Maldini (647)[106]

## Record di allenatori
In grassetto gli allenatori attualmente militanti in Serie A.

### Classifica presenze
Classifica dei primi 25 allenatori per numero di presenze assolute
Elenco aggiornato al termine della  Serie A 2024-2025.
| Pos. | Naz.                 | Pres. | Nome                 | Anni                                                              | Squadre |
| ---- | -------------------- | ----- | -------------------- | ----------------------------------------------------------------- | --- |
| 1    | Italia (bandiera)    | 792   | Carlo Mazzone        | 1974-1984, 1988-1990, 1991-2006                                   | 145 Ascoli, 71 Fiorentina, 55 Catanzaro, 68 Lecce, 90 Cagliari, 102 Roma, 4 Napoli, 106 Bologna, 34 Perugia, 102 Brescia, 15 Livorno |
| 2    | Italia (bandiera)    | 787   | Nereo Rocco          | 1947-1950, 1953-1954, 1955-1975, 1977                             | 137 Triestina, 204 Padova, 280 Milan, 136 Torino, 30 Fiorentina                                                                      |
| 3    | Italia (bandiera)    | 689   | Giovanni Trapattoni  | 1974-1994, 1995-1996, 1998-2000                                   | 36 Milan, 402 Juventus, 162 Inter, 21 Cagliari, 68 Fiorentina                                                                        |
| 4    | Svezia (bandiera)    | 644   | Nils Liedholm        | 1963-1966, 1970-1989, 1992, 1997                                  | 213 Milan, 30 Varese, 60 Fiorentina, 332 Roma, 9 Verona                                                                              |
| 5    | Italia (bandiera)    | 639   | Giuseppe Viani       | 1947-1968                                                         | 40 Salernitana, 38 Lucchese, 76 Palermo, 179 Bologna, 306 Milan                                                                      |
| 6    | Italia (bandiera)    | 599   | Gian Piero Gasperini | 2007-                                                             | 232 Genoa, 3 Inter, 22 Palermo, 342 Atalanta                                                                                         |
| 7    | Italia (bandiera)    | 581   | Fulvio Bernardini    | 1949-1950, 1953-1966, 1967-1971                                   | 35 Roma, 187 Fiorentina, 77 Lazio, 136 Bologna, 146 Sampdoria                                                                        |
| 8    | Italia (bandiera)    | 559   | Luciano Spalletti    | 1997-2009, 2016-2019, 2021-2023                                   | 34 Empoli, 28 Sampdoria, 17 Venezia, 117 Udinese, 211 Roma, 76 Inter, 76 Napoli                                                      |
| 9    | Italia (bandiera)    | 555   | Francesco Guidolin   | 1993, 1995-2003, 2004-2005, 2006-2008, 2009-2014                  | 10 Atalanta, 102 Vicenza, 186 Udinese, 129 Bologna, 90 Palermo, 38 Parma                                                             |
| 10   | Italia (bandiera)    | 509   | Walter Mazzarri      | 2004-2015, 2018-2020, 2021-2022, 2023-2024                        | 114 Reggina, 76 Sampdoria, 157 Napoli, 49 Inter, 79 Torino, 32 Cagliari                                                              |
| 11   | Italia (bandiera)    | 506   | Massimiliano Allegri | 2008-2019, 2021-2024, 2025-                                       | 71 Cagliari, 133 Milan, 302 Juventus                                                                                                 |
| 12   | Italia (bandiera)    | 505   | Luigi Ferrero        | 1939-1968                                                         | 30 Bari, 13 Vicenza, 78 Torino, 232 Fiorentina, 27 Lucchese, 52 Atalanta, 13 Lazio, 23 Inter, 37 SPAL                                |
| 13   | Italia (bandiera)    | 501   | Luigi Radice         | 1973-1982, 1983-1993                                              | 73 Fiorentina, 22 Cagliari, 268 Torino, 58 Bologna, 16 Milan, 30 Inter, 34 Roma                                                      |
| 13   | Italia (bandiera)    | 501   | Claudio Ranieri      | 1990-1992, 1994-1997, 2007-2012, 2019-2021, 2023-2025             | 72 Cagliari, 43 Napoli, 102 Fiorentina, 16 Parma, 74 Juventus, 99 Roma, 26 Inter, 69 Sampdoria                                       |
| 15   | Italia (bandiera)    | 493   | Stefano Pioli        | 2006-2007, 2010-2024, 2025-                                       | 22 Parma, 38 Chievo, 89 Bologna, 69 Lazio, 23 Inter, 69 Fiorentina, 183 Milan                                                        |
| 16   | Italia (bandiera)    | 490   | Eugenio Bersellini   | 1973-1990                                                         | 60 Cesena, 120 Sampdoria, 150 Inter, 60 Torino, 30 Fiorentina, 25 Avellino, 45 Ascoli                                                |
| 17   | Italia (bandiera)    | 486   | Carlo Ancelotti      | 1996-2009, 2018-2019                                              | 68 Parma, 82 Juventus, 283 Milan, 53 Napoli                                                                                          |
| 18   | Italia (bandiera)    | 455   | Fabio Capello        | 1987, 1991-1996, 1997-1998, 1999-2006                             | 209 Milan, 170 Roma, 76 Juventus |
| 19   | Italia (bandiera)    | 449   | Giuseppe Bigogno     | 1946-1955, 1956-1960                                              | 116 Milan, 76 Torino, 63 Lazio, 172 Udinese, 22 Inter                                                                                |
| 20   | Italia (bandiera)    | 441   | Emiliano Mondonico   | 1984-1985, 1986-1987, 1988-1994, 1995-1998, 1999-2001, 2004, 2012 | 30 Cremonese, 30 Como, 208 Atalanta, 170 Torino, 28 Napoli, 7 Fiorentina, 6 Novara                                                   |
| 21   | Svezia (bandiera)    | 439   | Sven-Göran Eriksson  | 1984-1989, 1992-2001                                              | 90 Roma, 64 Fiorentina, 170 Sampdoria, 115 Lazio                                                                                     |
| 22   | Italia (bandiera)    | 435   | Giuseppe Chiappella  | 1961, 1963-1979                                                   | 172 Fiorentina, 141 Napoli, 39 Cagliari, 60 Inter, 23 Verona                                                                         |
| 23   | Argentina (bandiera) | 421   | Helenio Herrera      | 1960-1974                                                         | 283 Inter, 138 Roma |
| 24   | Italia (bandiera)    | 413   | Luigi Delneri        | 2001-2017                                                         | 134 Chievo, 24 Roma, 22 Palermo, 76 Atalanta, 38 Sampdoria, 38 Juventus, 13 Genoa, 24 Verona, 44 Udinese                             |
| 25   | Italia (bandiera)    | 412   | Marcello Lippi       | 1989-1991, 1992-2004                                              | 51 Cesena, 34 Atalanta, 34 Napoli, 258 Juventus, 35 Inter                                                                            |

### Classifica di presenze degli allenatori in attività
Di seguito vi è la classifica, per presenze in massima serie, dei primi 5 allenatori che siedono nelle panchine in Serie A 2025-2026.
| Pos. | Naz.              | Nome                 | Pres. | Anni                        | Squadre                                                                                       |
| ---- | ----------------- | -------------------- | ----- | --------------------------- | --------------------------------------------------------------------------------------------- |
| 1    | Italia (bandiera) | Gian Piero Gasperini | 599   | 2007-                       | 232 Genoa, 3 Inter, 22 Palermo, 342 Atalanta                                                  |
| 2    | Italia (bandiera) | Massimiliano Allegri | 506   | 2008-2019, 2021-2024, 2025- | 71 Cagliari, 133 Milan, 302 Juventus                                                          |
| 3    | Italia (bandiera) | Stefano Pioli        | 493   | 2006-2007, 2010-2024, 2025- | 22 Parma, 38 Chievo, 89 Bologna, 69 Lazio, 23 Inter, 69 Fiorentina, 183 Milan                 |
| 4    | Italia (bandiera) | Eusebio Di Francesco | 333   | 2013-                       | 13 Lecce, 147 Sassuolo, 64 Roma, 7 Sampdoria, 23 Cagliari, 3 Verona, 38 Frosinone, 38 Venezia |
| 5    | Italia (bandiera) | Maurizio Sarri       | 294   | 2014-                       | 38 Empoli, 114 Napoli, 38 Juventus, 104 Lazio                                                 |

### Allenatori pluriscudettati

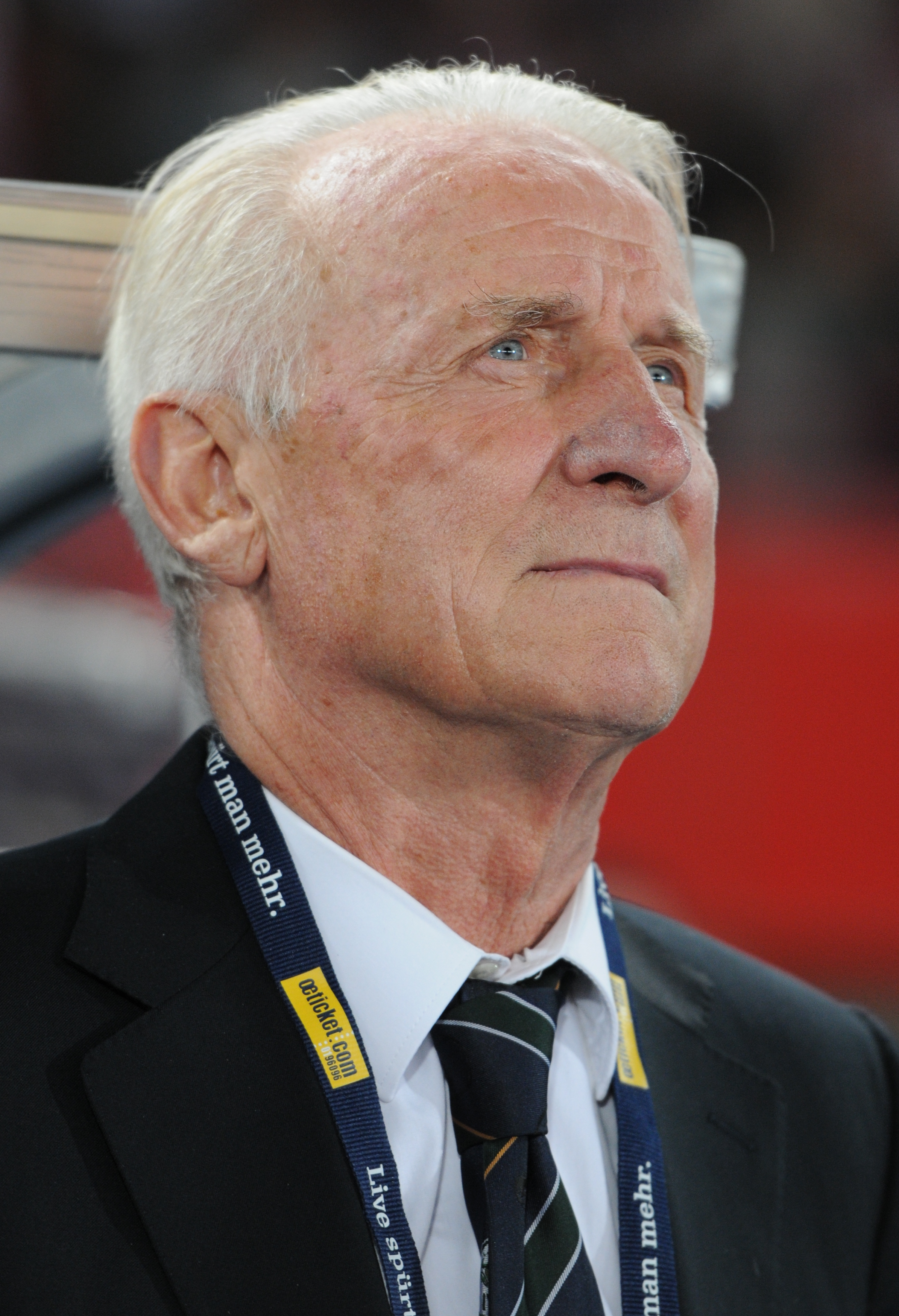
Giovanni Trapattoni è l'allenatore più titolato nella storia del campionato (7).

Allenatori che hanno vinto più di due scudetti nella Serie A a girone unico:
1. Giovanni Trapattoni 7
2. Massimiliano Allegri 6
3. Fabio Capello 5
4. Antonio Conte 5
5. Marcello Lippi 5
6. Carlo Carcano 4
7. Helenio Herrera 3
8. Roberto Mancini 3
9. Carlo Parola 3
10. Giuseppe Viani 3
11. Árpád Weisz 3

### Altri
- Maggior numero di campionati vinti consecutivamente: 5  Massimiliano Allegri,  Juventus
- Maggior numero di campionati vinti con la stessa squadra: 6  Giovanni Trapattoni,  Juventus
- Vincitori di campionati con più squadre diverse: 3  Antonio Conte 5 ( Juventus 3,  Inter 1,  Napoli 1);
- Più giovane allenatore a vincere un campionato:  Armando Castellazzi, 33 anni e 199 giorni,  Ambrosiana-Inter (Serie A 1937-1938)
- Più vecchio allenatore a vincere un campionato:  Luciano Spalletti, 64 anni e 58 giorni,  Napoli (Serie A 2022-2023)
- Maggior numero di panchine consecutive: 605  Nereo Rocco, (dal 1955 al 1974,  Padova,  Milan e  Torino)
- Maggior numero di panchine con la stessa squadra: 402  Giovanni Trapattoni,  Juventus
- Maggior numero di vittorie:  Giovanni Trapattoni, 352 ( Milan 16,  Juventus 213,  Inter 87,  Cagliari 7,  Fiorentina 29)
- Maggior numero di vittorie nell'era dei 3 punti: 302  Massimiliano Allegri, (202  Juventus, 74  Milan, 26  Cagliari)
- Maggior numero di vittorie consecutive: 17  Roberto Mancini,  Inter, 2006-2007
- Maggior numero di vittorie con la stessa squadra: 213  Giovanni Trapattoni,  Juventus
- Maggior numero di vittorie con la stessa squadra nell'era dei 3 punti: 202  Massimiliano Allegri,  Juventus
- Più punti ottenuti: 1012  Massimiliano Allegri, (663  Juventus, 256  Milan, 93  Cagliari)
- Più punti ottenuti con la stessa squadra: 663  Massimiliano Allegri,  Juventus)
- Maggior numero di squadre allenate: 11

 Carlo Mazzone ( Ascoli (1974-1975, 1981-1984),  Fiorentina (1975-1978),  Catanzaro (1978-1980),  Lecce (1988-1990),  Cagliari (1991-1993, 1996-1997),  Roma (1993-1996),  Napoli (1997),  Bologna (1998-1999, 2003-2005),  Perugia (1999-2000),  Brescia (2000-2003),  Livorno (2006))
 Alberto Malesani ( Fiorentina (1997-1998),  Parma (1998-2001),  Verona (2001-2002),  Modena (2003-2004),  Udinese (2007),  Empoli (2007-2008),  Siena (2009-2010),  Bologna (2010-2011),  Genoa (2011-2012),  Palermo (2013),  Sassuolo (2014))
- Maggior numero di esperienze con la stessa squadra: 5  Nils Liedholm,  Roma (1973-1977, 1979-1984, 1987-1989, 1989, 1997)[113]
- Maggior numero di stagioni consecutive alla guida di una singola squadra: 10  Giovanni Trapattoni,  Juventus (1976-1986)
- Maggior numero di stagioni alla guida di una singola squadra: 13  Giovanni Trapattoni,  Juventus (1976-1986, 1991-1994)

## Record di arbitri
In grassetto gli arbitri attualmente militanti in Serie A.

### Classifica presenze
Primi 10 arbitri per numero di presenze; in grassetto gli arbitri ancora in attività nella Serie A 2024-2025.
Statistiche aggiornate al 18 maggio 2025.
| Pos. | Pres. | Nome              | Periodo       | Prima partita    | Prima partita              | Ultima partita | Ultima partita          |
| ---- | ----- | ----------------- | ------------- | ---------------- | -------------------------- | -------------- | ----------------------- |
| 1    | 328   | Concetto Lo Bello | 1954-1974     | 9 maggio 1954    | Atalanta 1-1 Sampdoria     | 12 maggio 1974 | Juventus 3-1 Fiorentina |
| 2    | 289   | Daniele Orsato    | 2006-2024     | 17 dicembre 2006 | Siena 1-1 Atalanta         | 2 giugno 2024  | Atalanta 2-3 Fiorentina |
| 3    | 263   | Gianluca Rocchi   | 2003-2020     | 16 maggio 2004   | Lecce 3-1 Reggina          | 1 agosto 2020  | Juventus 1-3 Roma       |
| 4    | 261   | Cesare Jonni      | 1951-1964     | 30 dicembre 1951 | Torino 1-1 Lucchese        | 19 aprile 1964 | Roma 2-0 SPAL           |
| 5    | 251   | Generoso Dattilo  | 1932-1951     | 29 maggio 1932   | Milan 6-1 Torino           | 13 maggio 1951 | Novara 0-1 Fiorentina   |
| 6    | 246   | Daniele Doveri    | 2010-in corso | 28 febbraio 2010 | Chievo 2-1 Cagliari        | 25 maggio 2025 | Empoli 1-2 Verona       |
| 7    | 241   | Raffaele Scorzoni | 1930-1943     | 13 aprile 1930   | Pro Vercelli 6-0 Triestina | 7 maggio 1943  | Milan 1-0 Torino        |
| 8    | 240   | Pierluigi Collina | 1991-2005     | 15 dicembre 1991 | Verona 1-0 Ascoli          | 29 maggio 2005 | Fiorentina 3-0 Brescia  |
| 9    | 236   | Stefano Farina    | 1995-2009     | 22 gennaio 1995  | Foggia 1-0 Reggiana        | 24 maggio 2009 | Chievo 0-0 Bologna      |
| 10   | 235   | Nicola Rizzoli    | 2002-2017     | 14 aprile 2002   | Venezia 1-1 Perugia        | 28 maggio 2017 | Palermo 2-1 Empoli      |

## Massimi e minimi

### Girone unico a 16 squadre
- Campionati disputati: 30 volte (Serie A 1934-35; Serie A 1935-36; Serie A 1936-37; Serie A 1937-38; Serie A 1938-39; Serie A 1939-40; Serie A 1940-41; Serie A 1941-42; Serie A 1942-43; Serie A 1967-68; Serie A 1968-69; Serie A 1969-70; Serie A 1970-71; Serie A 1971-72; Serie A 1972-73; Serie A 1973-74; Serie A 1974-75; Serie A 1975-76; Serie A 1976-77; Serie A 1977-78; Serie A 1978-79; Serie A 1979-80; Serie A 1980-81; Serie A 1981-82; Serie A 1982-83; Serie A 1983-84; Serie A 1984-85; Serie A 1985-86; Serie A 1986-87; Serie A 1987-88)
- Maggior numero di campionati vinti: 10  Juventus (Serie A 1934-35; Serie A 1971-72; Serie A 1972-73; Serie A 1974-75; Serie A 1976-77; Serie A 1977-78; Serie A 1980-81; Serie A 1981-82; Serie A 1983-84; Serie A 1985-86)
- Massimo numero di reti segnate: 742 (1942-43)
- Media di reti segnate per partita: 3,091 (1942-43)
- Media di reti segnate per giornata: 24,73 (1942-43)
- Minimo numero di reti segnate: 449 (1972-73)
- Media di reti segnate per partita: 1,87 (1972-73)
- Media di reti segnate per giornata: 14,96 (1972-73)
- Massimo numero di vittorie: 185 (1942-43)
- Media di vittorie per giornata: 6,16 (1942-43)
- Massimo numero di pareggi: 107 (1978-79)
- Media di pareggi per giornata: 3,56 (1978-79)
- Massimo numero di vittorie in trasferta: 59 (1942-43)
- Massimo numero di punti in trasferta: 191 (1980-81)
- Massimo numero di calci di rigore: 94, di cui 68 realizzati (1973-74)
- Massimo numero di reti segnate in una giornata: 40 (11ª giornata 1934-35)
- Media di reti segnate per partita: 5 (11ª giornata: 1934-35)
- Minimo numero di reti segnate in una giornata: 6 (27ª giornata 1968-69; 1ª giornata 1979-80)
- Media di reti segnate per partita: 0,75 (27ª giornata 1968-69; 1ª giornata 1979-80)
- Massimo numero di punti in trasferta in una giornata: 11 su 16 (7ª giornata 1935-36; 21ª giornata 1939-40; 12ª giornata 1969-70; 16ª giornata 1975-76; 28ª giornata 1978-79; 30ª giornata 1979-80; 6ª, 12ª e 28ª giornata 1980-81; 18ª giornata 1981-82; 17ª giornata 1985-86)
- Vittorie in trasferta in una giornata: 5 su 8 (7ª giornata 1934-35; 12ª giornata 1969-70; 30ª giornata 1979-80)
- Miglior sequenza di partite utili: 37 ( Perugia: dalla 30ª giornata 1977-78 alla 6ª giornata del 1979-80)
- Miglior serie iniziale di partite utili: 30 ( Perugia 1978-79)
- Massimo punteggio in classifica: 51 ( Juventus 1976-77)
- Minor punteggio in classifica: 12 ( Catania 1983-84)
- Maggior vantaggio sulla seconda classificata: 9 punti ( Milan 1967-68)
- Maggior numero di vittorie complessive: 23 ( Juventus 1976-77)
- Maggior numero di pareggi complessivi: 20 ( Udinese 1982-83)
- Minor numero di pareggi complessivi: 2 ( Alessandria 1936-37;  SPAL 1967-68)
- Partite vinte in campo proprio: 14 su 15 ( Torino 1975-76)
- Partite vinte in trasferta: 10 su 15 ( Torino 1942-43;  Juventus 1976-77)
- Partite consecutive vinte in trasferta: 6 ( Juventus 1976-77)
- Vittorie iniziali consecutive: 8 ( Juventus 1985-86)
- Partite negative consecutive (senza vittorie): 28 ( Varese 1971-72: 11 pareggi e 17 sconfitte)
- Maggior numero di sconfitte consecutive: 9 ( Pistoiese 1980-81)
- Primato di vittorie consecutive: 8 ( Ambrosiana 1939-40;  Juventus 1969-70;  Lazio 1972-73;  Juventus 1975-76;  Juventus 1985-86)
- Primato dei punti in trasferta: 24 su 30 ( Juventus 1976-77)
- Primato dei punti nelle partite casalinghe: 29 su 30 ( Torino 1975-76)
- Massimo dei punti persi in campo proprio: 24 su 30 ( Varese 1971-72)
- Minor numero di sconfitte complessive: 0 ( Perugia 1978-79)
- Minor numero di sconfitte in trasferta: 0 ( Fiorentina 1968-69;  Perugia 1978-79;  Milan 1987-88)
- Maggior numero di sconfitte casalinghe: 9 ( Varese 1971-72;  Pistoiese 1980-81)
- Maggior numero di sconfitte complessive: 20 ( Pro Vercelli 1934-35;  Alessandria 1936-37;  Pistoiese 1980-81)
- Minor numero di vittorie complessive: 1 ( Varese 1971-72;  Catania 1983-84)
- Minor numero di vittorie in casa: 0 ( Varese 1971-72)
- Maggior numero di pareggi in casa: 11 ( Napoli 1971-72;  Verona 1972-73;  Milan 1976-77;  Perugia 1980-81;  Udinese 1982-83;  Pisa 1983-84)
- Maggior numero di pareggi in trasferta: 12 ( Napoli 1974-75;  Perugia 1978-79)
- Maggior numero di sconfitte in trasferta: 14 ( Pro Vercelli 1934-35;  Brescia 1935-36;  Alessandria 1936-37;  Catania 1983-84;  Cremonese 1984-85)
- Maggior numero di reti segnate: 75 ( Juventus 1942-43)
- Media di reti segnate per partita: 2,5 ( Juventus 1942-43)
- Minor numero di reti subite: 11 ( Cagliari 1969-70)
- Media di reti subite per partita: 0,36 ( Cagliari 1969-70)
- Primato delle reti segnate in campo proprio: 51 ( Juventus 1942-43)
- Primato delle reti segnate in trasferta: 31 ( Torino 1942-43)
- Minor numero di reti subite in casa: 2 ( Milan 1968-69;  Como 1984-85)
- Minor numero di reti subite in trasferta: 5 ( Torino 1976-77;  Juventus 1981-82)
- Maggior numero di reti subite: 84 ( Bari 1940-41)
- Media di reti subite per partita: 2,8 ( Bari 1940-41)
- Minor numero di reti segnate: 11 ( Bari 1969-70)
- Media di reti segnate per partita: 0,36 ( Bari 1969-70)
- Minor numero di reti segnate in casa: 4 ( Mantova 1967-68)
- Maggior numero di reti subite in casa: 31 ( Juventus 1942-43)
- Minor numero di reti segnate in trasferta: 1 ( Napoli 1972-73)
- Maggior numero di reti subite in trasferta: 57 ( Bari 1940-41)
- Miglior quoziente reti: 3,818 ( Cagliari 1969-70)
- Peggior quoziente reti: 0,25 ( Catania 1983-84)
- Miglior differenza reti: +37 ( Torino 1942-43;  Torino 1976-77)
- Peggior differenza reti: −53 ( Bari 1940-41)
- Massimo dei calci di rigore al passivo: 12 ( Novara 1940-41)
- Massimo dei calci di rigore all'attivo: 12 ( Inter 1981-82)
- Massimo dei calci di rigore in una giornata: 7 (19ª giornata 1939-40; 18ª giornata 1942-43; 27ª giornata 1970-71; 20ª e 24ª giornata 1973-74)
- Massimo punteggio nel girone di andata: 26 su 30 ( Juventus 1975-76 e 1985-86)
- Massimo punteggio nel girone di ritorno: 26 su 30 ( Juventus 1976-77 e 1980-81)
- Primato delle reti segnate in una partita: 5 (Meazza: 15ª giornata (1937-38); Gabetto: 12ª giornata (1939-40); Pruzzo: 21ª giornata (1985-86))
- Partita con più gol (12):  Milan- Atalanta 9-3 (1972-73)
- Vittorie in casa più rilevanti:  Genoa- Bari 8-0 (1938-39),  Fiorentina- Modena 8-0 (1941-42),  Torino- Atalanta 9-1 (1941-42)
- Vittoria in trasferta più rilevante:  Liguria- Bologna 1-7 (1942-43)
- Pareggio con più gol (10):  Torino- Ambrosiana 5-5 (1940-41)

### Girone unico a 18 squadre
- Campionati disputati: 36 volte (Serie A 1929-30; Serie A 1930-31; Serie A 1931-32; Serie A 1932-33; Serie A 1933-34; Serie A 1952-53; Serie A 1953-54; Serie A 1954-55; Serie A 1955-56; Serie A 1956-57; Serie A 1957-58; Serie A 1958-59; Serie A 1959-60; Serie A 1960-61; Serie A 1961-62; Serie A 1962-63; Serie A 1963-64; Serie A 1964-65; Serie A 1965-66; Serie A 1966-67; Serie A 1988-89; Serie A 1989-90; Serie A 1990-91; Serie A 1991-92; Serie A 1992-93; Serie A 1993-94; Serie A 1994-95; Serie A 1995-96; Serie A 1996-97; Serie A 1997-98; Serie A 1998-99; Serie A 1999-00; Serie A 2000-01; Serie A 2001-02; Serie A 2002-03; Serie A 2003-04)
- Maggior numero di campionati vinti: 13  Juventus (Serie A 1930-31; Serie A 1931-32; Serie A 1932-33; Serie A 1933-34; Serie A 1957-58; Serie A 1959-60; Serie A 1960-61; Serie A 1966-67; Serie A 1994-95; Serie A 1996-97; Serie A 1997-98; Serie A 2001-02; Serie A 2002-03)
- Massimo numero di reti segnate: 969 (1929-30)
- Media di reti segnate per partita: 3,16 (1929-30)
- Media di reti segnate per giornata: 28,5 (1929-30)
- Minimo numero di reti segnate: 613 (1966-67)
- Media di reti segnate per partita: 2,003 (1966-67)
- Media di reti segnate per giornata: 18,029 (1966-67)
- Massimo numero di vittorie: 250 (1930-31)
- Media di vittorie per giornata: 7,35 (1930-31)
- Massimo numero di pareggi: 117 (1966-67)
- Media di pareggi per giornata: 3,44 (1966-67)
- Massimo numero di vittorie in trasferta: 84 (2003-04)
- Massimo numero di punti in trasferta: 245 (1991-92); 342* (2003-04)
- Massimo quantitativo di calci di rigore: 126 (89 realizzati) nel 1997-98
- Massimo numero di reti segnate in una giornata: 48 (5ª giornata 1992-93)
- Media di reti segnate per partita: 5,33 (5ª giornata 1992-93)
- Minimo numero di reti segnate in una giornata: 8 (8ª giornata 1991-92)
- Media di reti segnate per partita: 0,88 (8ª giornata 1991-92)
- Massimo numero dei punti in trasferta in una giornata: 13 su 18 (14ª giornata 1954-55; 1ª giornata 1960-61; 19ª giornata 1961-62; 33ª giornata 1991-92); 17 su 27* (11ª giornata 1994-95; 16ª giornata 1997-98; 5ª e 11ª giornata 2000-01; 8ª giornata 2002-03)
- Vittorie in trasferta in una giornata: 6 su 9 (1ª giornata 1960-61; 7ª e 19ª giornata 1961-62; 33ª giornata 1991-92)
- Miglior serie di giornate in testa al campionato: 71 ( Milan: dalla 7ª giornata 1991-92 alla 9ª giornata 1993-94)
- Miglior sequenza di partite utili: 58 ( Milan: dalla 34ª giornata 1990-1991 alla 23ª giornata del 1992-1993)
- Miglior serie iniziale di partite utili: 34 ( Milan 1991-92)
- Massimo punteggio in classifica: 58 ( Inter 1988-89); 82* ( Milan 2003-04)
- Maggior vantaggio sulla seconda classificata: 12 punti ( Fiorentina 1955-56); 11 punti* ( Milan 2003-04)
- Maggior numero di vittorie complessive: 26 ( Inter 1988-89)
- Maggior numero di pareggi complessivi: 22 ( Mantova 1966-67)
- Minor numero di pareggi complessivi: 1 ( Napoli 1930-31)
- Partite vinte in campo proprio: 16 su 17 ( Bologna 1931-32;  Juventus 1932-33;  Napoli 1989-90)
- Partite vinte in trasferta: 11 su 17 ( Milan 1963-64;  Inter 1963-64;  Inter 1988-89;  Juventus 1994-95;  Milan 2003-04)
- Partite consecutive vinte in trasferta: 8 ( Milan 1992-93)
- Vittorie iniziali consecutive: 8 ( Juventus 1930-31)
- Partite negative consecutive (senza vittorie): 28 ( Ancona 2003-04: 7 pareggi e 21 sconfitte)
- Primato di vittorie consecutive: 10 ( Juventus 1931-32;  Bologna 1963-64)
- Primato dei punti in trasferta: 27 su 34 ( Milan 1963-64); 38 su 51* ( Milan 2003-04)
- Primato dei punti nelle partite casalinghe: 33 su 34 ( Bologna 1931-32;  Juventus 1932-33;  Napoli 1989-90); 47 su 51* ( Juventus 1997-98)
- Massimo dei punti persi in campo proprio: 26 su 34 ( Lazio 1960-61;  Lecce 1993-94); 41 su 51* ( Brescia 1994-95;  Napoli 1997-98)
- Minor numero di sconfitte complessive: 0 ( Milan 1991-92)
- Minor numero di sconfitte in trasferta: 0 ( Milan 1991-92 e 1992-93)
- Minor punteggio in classifica: 0 (-18) ( Genoa 1959-60); 11 ( Lecce 1993-94); 12* ( Brescia 1994-95)
- Maggior numero di sconfitte casalinghe: 11 ( Lazio 1960-61;  Udinese 1961-62;  Lecce 1993-94;  Brescia 1994-95;  Napoli 1997-98)
- Maggior numero di sconfitte complessive: 26 ( Lecce 1993-94;  Brescia 1994-95)
- Maggior numero di sconfitte consecutive: 15 ( Brescia 1994-95)
- Maggior numero di giocatori schierati: 46 ( Ancona 2003-04)
- Minor numero di giocatori schierati: 15 ( Juventus 1931-32)
- Minor numero di vittorie complessive: 2 ( Varese 1965-66;  Brescia 1994-95;  Reggiana 1996-97;  Napoli 1997-98;  Ancona 2003-04)
- Miglior media inglese: +7 ( Inter 1988-89); +14* ( Milan 2003-04)
- Peggior media inglese: -40 ( Lecce 1993-94); -56* ( Brescia 1994-95)
- Minor numero di vittorie in casa: 0 ( Reggiana 1996-97)
- Maggior numero di pareggi in casa: 11 ( Pescara 1988-89;  Cesena 1989-90;  Lazio 1990-91;  Inter 1991-92;  Reggiana 1996-97)
- Maggior numero di pareggi in trasferta: 13 ( Mantova 1966-67)
- Maggior numero di sconfitte in trasferta: 17 ( Modena 1931-32)
- Maggior numero di reti segnate: 95 ( Fiorentina 1958-59)
- Media di reti segnate per partita: 2,79 ( Fiorentina 1958-59)
- Primato delle reti segnate dalla squadra campione: 92 ( Juventus 1959-60)
- Primato delle reti segnate in campo proprio: 65 ( Juventus 1931-32)
- Primato delle reti segnate in trasferta: 41 ( Juventus 1959-60)
- Minor numero di reti segnate dalla squadra campione: 36 ( Milan 1993-94)
- Minor numero di reti subite: 15 ( Milan 1993-94)
- Media di reti subite per partita: 0,44 ( Milan 1993-94)
- Minor numero di reti subite in campo proprio: 5 ( Foggia e  Juventus 1965-66;  Cagliari 1966-67)
- Minor numero di reti subite in trasferta: 6 ( Milan 1993-94)
- Maggior numero di reti subite: 91 ( Casale 1933-34)
- Media di reti subite per partita: 2,676 ( Casale 1933-34)
- Minor numero di reti segnate: 17 ( Pisa 1988-89)
- Media di reti segnate per partita: 0,5 ( Pisa 1988-89)
- Minor numero di reti segnate in casa: 9 ( Lazio 1963-64);  Sampdoria 1964-65);  Reggiana 1996-97)
- Maggior numero di reti subite in casa: 34 ( Pescara 1992-93)
- Minor numero di reti segnate in trasferta: 3 ( Palermo 1962-63)
- Maggior numero di reti subite in trasferta: 69 ( Modena 1931-32)
- Miglior quoziente reti: 3,609 ( Juventus 1932-33)
- Peggior quoziente reti: 0,276 ( Brescia 1994-95)
- Miglior differenza reti: +60 ( Juventus 1932-33;  Fiorentina 1958-59)
- Peggior differenza reti: −59 ( Casale 1933-34)
- Primatista fra i marcatori: 33 reti in 33 partite (Angelillo, 1958-59)
- Primato delle reti segnate in una partita: 6 (Piola, 7ª giornata 1933-34; Sívori, 28ª giornata 1960-61)
- Primato delle reti segnate in una partita in trasferta: 5 (Hamrin, 19ª giornata 1963-64)
- Massimo dei calci di rigore al passivo: 16 ( Lecce 2000-01)
- Massimo dei calci di rigore all'attivo: 15 ( Milan 2002-03)
- Maggior numero di calci di rigore in una partita: 4 ( Inter- Verona 3ª giornata del 1991-92)
- Massimo dei calci di rigore in una giornata: 9 (29ª giornata 1988-89; 20ª giornata 1995-96; 23ª giornata 1998-99)
- Massimo punteggio nel girone di andata: 31 su 34 ( Milan 1992-93); 42 su 51* ( Milan e  Roma 2003-04)
- Massimo punteggio nel girone di ritorno: 31 su 34 ( Milan 1961-62); 40 su 51* ( Milan 1998-99;  Juventus 2000-01;  Juventus 2001-02;  Milan 2003-04)
- Partite con più gol (10):  Brescia- Alessandria 7-3 (1930-31),  Juventus- Bari 7-3 (1931-32),  Lazio- Modena 9-1 (1931-32),  Udinese- Pro Patria 7-3 (1952-53),  Juventus- Palermo 6-4 (1956-57),  Juventus- Inter 9-1 (1960-61),  Inter- Bologna 6-4 (1961-62),  Napoli- Pescara 8-2 (1988-89),  Foggia- Milan 2-8 (1991-92),  Fiorentina- Milan 3-7 (1992-93),  Lazio- Fiorentina 8-2 (1994-95),  Fiorentina- Padova 6-4 (1995-96),  Inter- Padova 8-2 (1995-96)
- Vittorie in casa più rilevanti:  Roma- Cremonese 9-0 (1929-30),  Torino- Casale 9-0 (1932-33),  Ambrosiana- Casale 9-0 (1933-34)
- Vittoria in trasferta più rilevante:  Genoa- Milan 0-8 (1954-55)
- Pareggi con più gol (8):  Casale- Livorno 4-4 (1933-34),  Bologna- Sampdoria 4-4 (1960-61),  Roma- Catania 4-4 (1963-64),  Atalanta- Foggia 4-4 (1991-92),  Genoa- Ancona 4-4 (1992-93),  Lazio- Milan 4-4 (1999-00),  Brescia- Reggina 4-4 (2003-04)

* Dalla stagione 1994-95 vengono assegnati 3 punti per la vittoria

### Girone unico a 20 squadre
- Campionati disputati: 26 volte (Serie A 1946-47; Serie A 1948-49; Serie A 1949-50; Serie A 1950-51; Serie A 1951-52; Serie A 2004-05; Serie A 2005-06; Serie A 2006-07; Serie A 2007-08; Serie A 2008-09; Serie A 2009-10; Serie A 2010-11; Serie A 2011-12; Serie A 2012-13; Serie A 2013-14; Serie A 2014-15; Serie A 2015-16; Serie A 2016-17; Serie A 2017-18; Serie A 2018-19; Serie A 2019-20; Serie A 2020-21; Serie A 2021-22; Serie A 2022-23; Serie A 2023-24; Serie A 2024-25)
- Maggior numero di campionati vinti: 11  Juventus (Serie A 1949-50; Serie A 1951-52; Serie A 2011-12; Serie A 2012-13; Serie A 2013-14; Serie A 2014-15; Serie A 2015-16; Serie A 2016-17; Serie A 2017-18; Serie A 2018-19; Serie A 2019-20)
- Massimo numero di reti segnate: 1 265 (1949-50)
- Media di reti segnate per partita: 3,329 (1949-50)
- Media di reti segnate per giornata: 33,289 (1949-50)
- Minimo numero di reti segnate: 955 (2010-11)
- Media di reti segnate per partita: 2,513 (2010-11)
- Media di reti segnate per giornata: 25,132 (2010-11)
- Massimo numero di vittorie: 300 (2016-17)
- Media di vittorie per giornata: 7,894 (2016-17)
- Massimo numero di pareggi: 125 (2004-05)
- Media di pareggi per giornata: 3,289 (2004-05)
- Massimo numero di punti in trasferta: 269 (1946-47); 500* (2021-22)
- Massimo quantitativo di calci di rigore: 187 (nel 2019-20: 152 realizzati)
- Massimo numero di reti segnate in una giornata: 54 (38ª giornata 1950-51)
- Media di reti segnate per partita: 5,4 (38ª giornata 1950-51)
- Minimo numero di reti segnate in una giornata: 13 (9ª giornata 2010-11; 32ª giornata 2017-18; 2ª giornata 2022-23)
- Media di reti segnate per partita: 1,3 (9ª giornata 2010-11; 32ª giornata 2017-18; 2ª giornata 2022-23)
- Maggior numero di vittorie interne in una giornata: 10 su 10 (28ª giornata 1951-52)
- Minor numero di vittorie in una giornata: 3 su 10 (10ª e 38ª giornata 2004-05; 11ª giornata 2007-08; 24ª giornata 2008-09; 22ª giornata 2009-10; 12ª giornata 2020-21; 32ª e 35ª giornata 2023-24)
- Maggior numero di vittorie in trasferta in una giornata: 8 su 10 (36ª giornata 2012-13; 19ª giornata 2015-16; 38ª giornata 2024-25)
- Minor numero di vittorie interne in una giornata: 0 su 10 (11ª giornata 2007-08; 36ª giornata 2012-13; 12ª giornata 2014-15)
- Maggior numero di pareggi in una giornata: 7 su 10 (10ª e 38ª giornata 2004-05; 11ª giornata 2007-08; 24ª giornata 2008-09; 12ª giornata 2020-21; 32ª e 35ª giornata 2023-24, 31ª giornata 2024-25)
- Maggior numero di punti in trasferta in una giornata: 14 su 20 (14ª giornata 1946-47); 26 su 30* (36ª giornata 2012-13)
- Minor numero di punti in trasferta in una giornata: 0 (28ª giornata 1951-52)
- Miglior serie di giornate in testa al campionato: 76* ** ( Juventus: dalla 1ª giornata 2004-05 alla 38ª giornata 2005-06)
- Miglior sequenza di partite utili: 49 ( Juventus: dalla 38ª giornata 2010-11 alla 10ª giornata 2012-13)
- Miglior sequenza di partite in casa utili: 47 ( Juventus: dalla 21ª giornata 2012-13 alla 37ª giornata 2014-15)
- Miglior sequenza di partite in trasferta utili: 30 ( Napoli: dalla 13ª giornata 2016-17 alla 34ª giornata 2017-18)
- Miglior serie iniziale di partite utili: 38 ( Juventus: dalla 1ª giornata alla 38ª giornata 2011-12)
- Miglior serie di vittorie consecutive: 17 ( Inter: dall'8ª giornata alla 25ª giornata 2006-07; la 22ª giornata è stata recuperata dopo la 32ª)
- Miglior serie di vittorie iniziali consecutive: 10 ( Roma 2013-14)
- Maggior numero di partite consecutive senza vittorie: 26 ( Genoa: dalla 4ª giornata alla 29ª giornata 2021-22)
- Maggior numero di partite iniziali senza reti al passivo: 7 ( Bologna 1946-47)
- Maggior numero di partite iniziali senza vittorie: 23 ( Cremonese 2022-23: 9 pareggi e 14 sconfitte)
- Maggior numero di sconfitte consecutive: 14 ( Benevento 2017-18)
- Miglior media inglese: +6 ( Torino 1946-47); +26* ( Juventus 2013-14)
- Maggior numero di vittorie complessive: 33 ( Juventus 2013-14)
- Maggior numero di partite vinte in campo proprio e maggior numero di vittorie consecutive in casa in un singolo campionato: 19 su 19 ( Juventus 2013-14)
- Maggior numero di punti conquistati in campo proprio: 37 su 38 ( Torino 1948-49); 57 su 57* ( Juventus 2013-14)
- Maggior numero di vittorie complessive in trasferta: 16 su 19 ( Milan 2020-21)
- Maggior numero di vittorie consecutive in trasferta: 12 ( Roma 2016-17 e 2017-18)
- Maggior numero di vittorie consecutive in trasferta in un singolo campionato: 11 ( Inter 2006-07)
- Maggior numero di punti conquistati in trasferta: 32 su 38 ( Juventus 1949-50); 49 su 57* ( Inter 2006-07,  Milan 2020-21)
- Maggior numero di sconfitte complessive: 29 ( Benevento 2017-18)
- Maggior numero di sconfitte casalinghe: 14 ( Pescara 2012-13)
- Maggior numero di punti persi in campo proprio: 49 su 57* ( Salernitana 2023-24,  Monza 2024-25)
- Minor numero di punti conquistati in trasferta: 2 su 38 ( Venezia e  Bari 1949-50); 4 su 57* ( Messina 2006-07;  Benevento 2017-18)
- Minor punteggio in classifica: 16 ( Venezia 1949-50); 17* (−3) ( Chievo 2018-19); 17* ( Salernitana 2023-24)
- Minor numero di vittorie complessive: 2 ( Chievo 2018-19;  Salernitana 2023-24)
- Minor numero di sconfitte in trasferta: 0 ( Inter 2006-07;  Juventus 2011-12)
- Minor numero di sconfitte complessive: 0 ( Juventus 2011-12)
- Maggior numero di pareggi complessivi: 19 ( Udinese 2023-24)
- Minor numero di pareggi complessivi: 3 ( Milan 1949-50;  Juventus 2013-14;  Roma 2016-17;  Benevento 2017-18;  Inter 2022-23)
- Massimo punteggio in classifica: 63 ( Torino 1946-47); 102* ( Juventus 2013-14)
- Maggior vantaggio sulla seconda classificata: 10 punti ( Torino 1946-47); 22 punti* ( Inter 2006-07)
- Miglior punteggio nel girone di andata: 34 su 38 ( Juventus 1949-50); 53 su 57* ( Juventus 2018-19)
- Miglior punteggio nel girone di ritorno: 34 su 38 ( Torino 1946-47); 52 su 57* ( Juventus 2015-16)
- Maggior numero di punti della seconda in classifica: 59 ( Inter 1950-51); 91* ( Napoli 2017-18)
- Maggior numero di punti della terza in classifica: 86 ( Napoli 2016-17)
- Minor numero di vittorie in casa: 1 ( Chievo e  Frosinone 2018-19;  Sampdoria 2022-23;  Salernitana e  Udinese 2023-24;  Monza 2024-25)
- Maggior numero di pareggi in casa: 11 ( Livorno 1946-47;  Cagliari 2005-06;  Udinese 2023-24)
- Maggior numero di pareggi in trasferta: 13 ( Torino 2018-19)
- Maggior numero di sconfitte in trasferta: 17 ( Bari e  Venezia 1949-50;  Benevento 2017-18)
- Maggior numero di reti segnate: 118 ( Milan 1949-50)
- Media di reti segnate per partita: 3,105 ( Milan 1949-50)
- Maggior numero di reti segnate in campo proprio: 73 ( Milan 1949-50)
- Maggior numero di reti segnate in trasferta: 50 ( Napoli 2016-17)
- Maggior numero di reti subite: 92 ( Crotone 2020-21)
- Media di reti subite per partita: 2,42 ( Crotone 2020-21)
- Minor numero di reti segnate: 24 ( Treviso 2005-06;  Cesena 2011-12;  Sampdoria 2022-23)
- Media di reti segnate per partita: 0,63 ( Treviso 2005-06;  Cesena 2011-12 ;  Sampdoria 2022-23)
- Minor numero di reti subite: 20 ( Juventus 2011-12 e 2015-16)
- Media di reti subite per partita: 0,52 ( Juventus 2011-12 e 2015-16)
- Maggior numero di reti inviolate: 22 ( Juventus 2013-14, 2015-16 e 2017-18)
- Minor numero di reti subite in campo proprio: 6 ( Juventus 2015-16)
- Maggior numero di reti inviolate in casa: 13 ( Juventus 2015-16,  Torino 2023-24)
- Maggior numero di gare complessive in gol: 37 su 38 ( Juventus 2013-14 e 2016-17;  Inter 2020-21 e 2023-24)
- Maggior numero di gare consecutive in gol in un singolo campionato: 34 ( Inter: dalla 1ª giornata alla 34ª giornata 2023-24)
- Maggior numero di gare consecutive in gol complessive: 44 ( Juventus: dalla 10ª giornata 2016-17 alla 16ª giornata 2017-18)
- Minor numero di reti subite in trasferta: 8 ( Juventus 2011-12)
- Maggior numero di reti inviolate in trasferta: 13 ( Juventus 2011-12,  Lazio 2022-23)
- Minor numero di reti segnate in casa: 11 ( Sassuolo 2017-18)
- Maggior numero di reti subite in casa: 44 ( Empoli 2021-22)
- Minor numero di reti segnate in trasferta: 5 ( Venezia 1949-50)
- Maggior numero di reti subite in trasferta: 58 ( Torino 1949-50)
- Miglior quoziente reti: 4,05 ( Inter 2023-24: 89 reti segnate e 22 reti subite)
- Peggior quoziente reti: 0,28 ( Venezia 1949-50: 25 reti segnate e 89 reti subite)
- Miglior differenza reti: +73 ( Milan 1949-50)
- Peggior differenza reti: −64 ( Venezia 1949-50)
- Maggior numero di calci di rigore all'attivo: 20 ( Milan 2020-21)
- Maggior numero di calci di rigore al passivo: 14 ( Udinese 2020-21)
- Minor numero di calci di rigore all'attivo: 0 ( Siena 2004-05;  Udinese 2019-20)
- Minor numero di calci di rigore al passivo: 0 ( Inter 2008-09)
- Maggior numero di calci di rigore in una giornata: 11 (13ª giornata 1950-51; 8ª giornata 2013-14)
- Maggior numero di calci di rigore in una partita: 4 ( Atalanta- Livorno 19ª giornata del 1948-49;  Inter- Genoa 30ª giornata del 2011-12);  Venezia- Sassuolo 28ª giornata del 2021-22)
- Maggior numero di reti segnate da un giocatore in una partita: 5 (Mike Mayer, 24ª giornata del 1948-49; Ispiro, 35ª giornata del 1948-49; Klose, 35ª giornata del 2012-13)
- Maggior numero di giocatori schierati: 42 ( Parma 2020-21,  Salernitana 2021-22)
- Partite con più gol (11):  Inter- Milan 6-5 (1949-50);  Milan- Novara 9-2 (1950-51);  Atalanta- Milan 4-7 (1950-51)
- Vittoria in casa più rilevante:  Milan- Palermo 9-0 (1950-51)
- Vittoria in trasferta più rilevante:  Venezia- Padova 0-8 (1949-50)
- Pareggi con più gol (8):  Sampdoria- Pro Patria 4-4 (1948-49);  Inter- Milan 4-4 (1948-49);  Padova- Torino 4-4 (1948-49);  Milan- Atalanta 4-4 (1951-52);  Chievo- Roma 4-4 (2005-06);  Roma- Napoli 4-4 (2007-08);  Torino- Parma 4-4 (2007-08);  Milan- Udinese 4-4 (2010-11);  Inter- Palermo 4-4 (2011-12);  Palermo- Chievo 4-4 (2011-12);  Lazio- Udinese 4-4 (2021-22);  Atalanta- Torino 4-4 (2021-22);  Inter- Juventus 4-4 (2024-25)

* Dalla stagione 1994-95 vengono assegnati 3 punti per la vittoria
** Primati stabiliti prima delle penalizzazioni di  Juventus,  Milan,  Fiorentina e  Lazio

### Girone unico a 21 squadre
- Campionati disputati: 1 volta (Serie A 1947-48)
- Massimo numero di reti segnate: 1 200 (1947-48)
- Media di reti segnate per partita: 2,857 (1947-48)
- Media di reti segnate per giornata: 28,57 (1947-48)
- Minimo numero di reti segnate: 1200 (1947-48)
- Massimo numero di vittorie: 320 (1947-48)
- Media di vittorie per giornata: 7,619 (1947-48)
- Massimo numero di pareggi: 100 (1947-48)
- Media di pareggi per giornata: 2,38 (1947-48)
- Massimo numero di reti segnate in una giornata: 44 (23ª giornata 1947-48)
- Media di reti segnate per partita: 4,4 (23ª giornata 1947-48)
- Minimo numero di reti segnate in una giornata: 17 (6ª giornata 1947-48)
- Media di reti segnate per partita: 1,7 (6ª giornata 1947-48)
- Minor numero di vittorie in una giornata: 3 su 10 (8ª giornata 1947-48)
- Maggior numero di pareggi in una giornata: 7 (8ª giornata 1947-48)
- Massimo punteggio in classifica: 65 ( Torino 1947-48)
- Minor punteggio in classifica: 26 ( Vicenza 1947-48)
- Maggior vantaggio sulla seconda classificata: 16 punti ( Torino 1947-48)
- Maggior numero di vittorie complessive: 29 ( Torino 1947-48)
- Maggior numero di pareggi complessivi: 15 ( Triestina 1947-48)
- Minor numero di sconfitte complessive: 4 ( Torino 1947-48)
- Minor numero di vittorie complessive: 10 ( Vicenza 1947-48)
- Minor numero di pareggi complessivi: 5 ( Fiorentina e  Inter 1947-48)
- Maggior numero di sconfitte complessive: 24 ( Vicenza 1947-48)
- Maggior numero di partite vinte in campo proprio:  Torino (19 su 20: 1947-48)
- Maggior numero di punti conquistati in campo proprio:  Torino (39 su 40: 1947-48)
- Minor numero di vittorie in casa: 8 ( Alessandria 1947-48)
- Maggior numero di pareggi in casa: 9 ( Livorno e  Lucchese 1947-48)
- Maggior numero di sconfitte in casa: 8 ( Roma 1947-48)
- Maggior numero di vittorie in trasferta: 10 ( Torino 1947-48)
- Maggior numero di pareggi in trasferta: 10 ( Triestina 1947-48)
- Maggior numero di sconfitte in trasferta: 17 ( Vicenza 1947-48)
- Minor numero di sconfitte in trasferta: 4 ( Torino 1947-48)
- Maggior numero di reti segnate: 125 ( Torino 1947-48)
- Media di reti segnate per partita: 3,125 ( Torino 1947-48)
- Minor numero di reti subite: 33 ( Torino 1947-48)
- Media di reti subite per partita: 0,825 ( Torino 1947-48)
- Minor numero di reti segnate: 31 ( Vicenza 1947-48)
- Media di reti segnate per partita: 0,775 ( Vicenza 1947-48)
- Maggior numero di reti subite: 82 ( Lucchese 1947-48)
- Media di reti subite per partita: 2,05 ( Lucchese 1947-48)
- Maggior numero di reti segnate in casa: 89 ( Torino 1947-48)
- Minor numero di reti subite in casa: 9 ( Modena 1947-48: 20 partite)
- Maggior numero di reti segnate in trasferta: 36 ( Torino 1947-48)
- Minor numero di reti subite in trasferta: 16 ( Torino 1947-48)
- Minor numero di reti segnate in casa: 22 ( Vicenza 1947-48)
- Maggior numero di reti subite in casa: 30 ( Roma 1947-48)
- Minor numero di reti segnate in trasferta: 7 ( Salernitana 1947-48)
- Maggior numero di reti subite in trasferta: 63 ( Lucchese 1947-48)
- Miglior quoziente reti: 3,788 ( Torino 1947-48)
- Peggior quoziente reti: 0,41 ( Vicenza 1947-48)
- Miglior differenza reti: +92 ( Torino 1947-48)
- Peggior differenza reti: −44 ( Vicenza 1947-48)
- Minor numero di calci di rigore all'attivo: 0 ( Sampdoria e  Triestina: 1947-48)
- Minor numero di calci di rigore al passivo: 1 ( Atalanta e  Vicenza: 1947-48)
- Partita con più gol (10):  Torino- Alessandria 10-0 (1947-48)
- Vittoria in casa più rilevante:  Torino- Alessandria 10-0 (1947-48)
- Vittoria in trasferta più rilevante:  Roma- Torino 1-7 (1947-48)
- Pareggi con più gol (6):  Salernitana- Napoli 3-3 (1947-48),  Lazio- Bari 3-3 (1947-48),  Bologna- Modena 3-3 (1947-48),  Lazio- Sampdoria 3-3 (1947-48)